# Frank Gehry
Frank Gehry, nascut amb el nom de Frank Owen Goldberg (Toronto, 28 de febrer de 1929) és un arquitecte i dissenyador estatunidenc nascut al Canadà. Alguns dels seus edificis, inclosa la seva residència privada a Santa Monica, Califòrnia, s'han convertit en atraccions de renom mundial.
Les seves obres foren considerades de les més importants de l'arquitectura contemporània a la World Architecture Survey de 2010, fet que portà a Vanity Fair a anomenar-lo «l'arquitecte més important de la nostra època» i destaca per obres com el Museu Guggenheim de Bilbao.

## Primers anys de vida

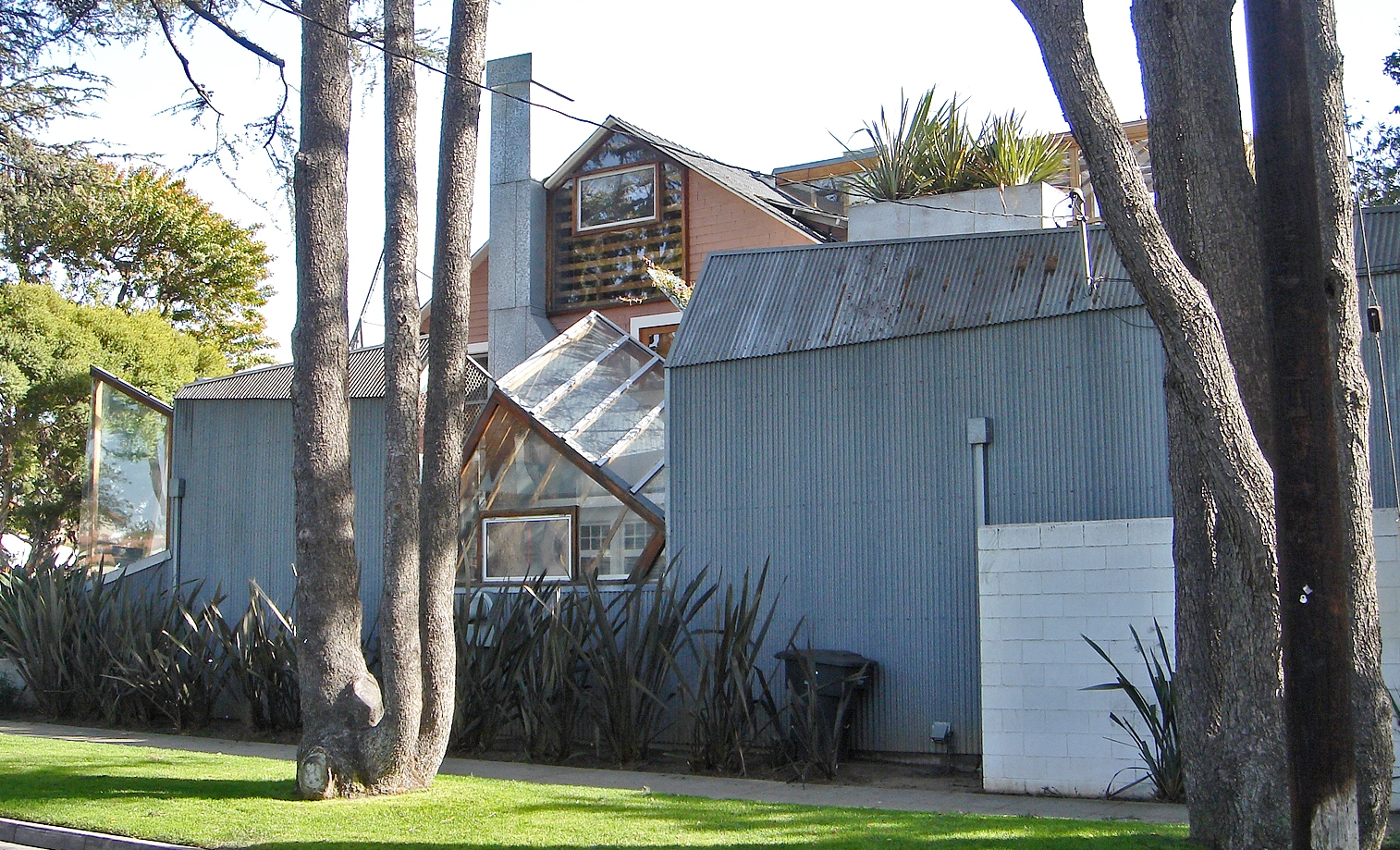
Residència Gehry a Santa Monica, Califòrnia (1978)

Frank Owen Goldberg nasqué el 28 de febrer de 1929, a Toronto, Ontario, fill de Sadie Thelma (de soltera Kaplanski/Caplan) i Irving Goldberg. El seu pare nasqué a Brooklyn, Nova York, de pares jueus russos, i la seva mare era una immigrant jueva polonesa nascuda a Łódź. Fou un nen creatiu que fou animat per la seva àvia, Leah Caplan, amb qui construí petites ciutats amb trossos de fusta. Amb aquests trossos de la ferreteria del seu marit, el va entretenir durant hores, construint cases imaginàries i ciutats futuristes al pis de la sala d'estar.
El fet de passar els dissabtes al matí a la ferreteria del seu avi l'inspirà a fer ús d'acer corrugat, tanques de cadena, fusta contraplacada sense pintar i altres materials utilitaris o «quotidians». Passà estona dibuixant amb el seu pare i la seva mare el va introduir en el món de l'art. «Així que els gens creatius hi eren», diu Gehry. «Però el meu pare pensava que era un somiador que no arribaria enlloc. Fou la meva mare qui va pensar que era reticent a fer coses. Ella m'ajudaria.»
El seu avi li donà el nom hebreu Efraïm, però només el va utilitzar al seu bar mitsvà.

### Educació
El 1947, la família de Gehry emigrà als Estats Units i s'establí a Califòrnia. Aconseguí una feina conduint un camió de repartiment i estudià a Los Angeles City College. Es graduà a l'Escola d'Arquitectura de la Universitat del Sud de Califòrnia. Durant aquest temps, es va convertir en membre d'Alpha Epsilon Pi. Tal com diu Gehry:
| « | Jo era camioner a LA, anava al City College i vaig provar de fer anuncis per a ràdio, cosa per la qual no era gaire bo. Vaig provar l'enginyeria química, que no m'anava gaire bé i tampoc no m'agradava, i després vaig recordar. Ja ho tens, d'alguna manera vaig començar a pensar sobre: Què m'agrada? On em trobo? Què em va fer emocionar? I vaig recordar l'art, que m'encantava anar als museus i que m'encantava mirar quadres, escoltar música. Aquestes coses venien de la meva mare, que em portava a concerts i museus. Vaig recordar l'àvia i els blocs, i amb una intuïció vaig provar algunes classes d'arquitectura. | » |

Gehry es va llicenciar en arquitectura a la Universitat del Sud de Califòrnia el 1954.
Després passà temps allunyat de l'arquitectura en diverses feines, inclòs el servei a l'exèrcit dels Estats Units. A la tardor de 1956, es traslladà amb la seva família a Cambridge (Massachusetts), on estudià urbanisme a la Harvard Graduate School of Design. Abandonà els estudis abans d'acabar-los perquè se sentia desencoratjat i «decebut». Les seves idees progressistes sobre l'arquitectura socialment responsable no es veieren realitzades, i la gota que feu vessar el got fou quan participà en un debat sobre el «projecte secret en procés» d'un professor: un palau que estava dissenyant per al dictador cubà Fulgencio Batista (1901–1973).

## Carrera

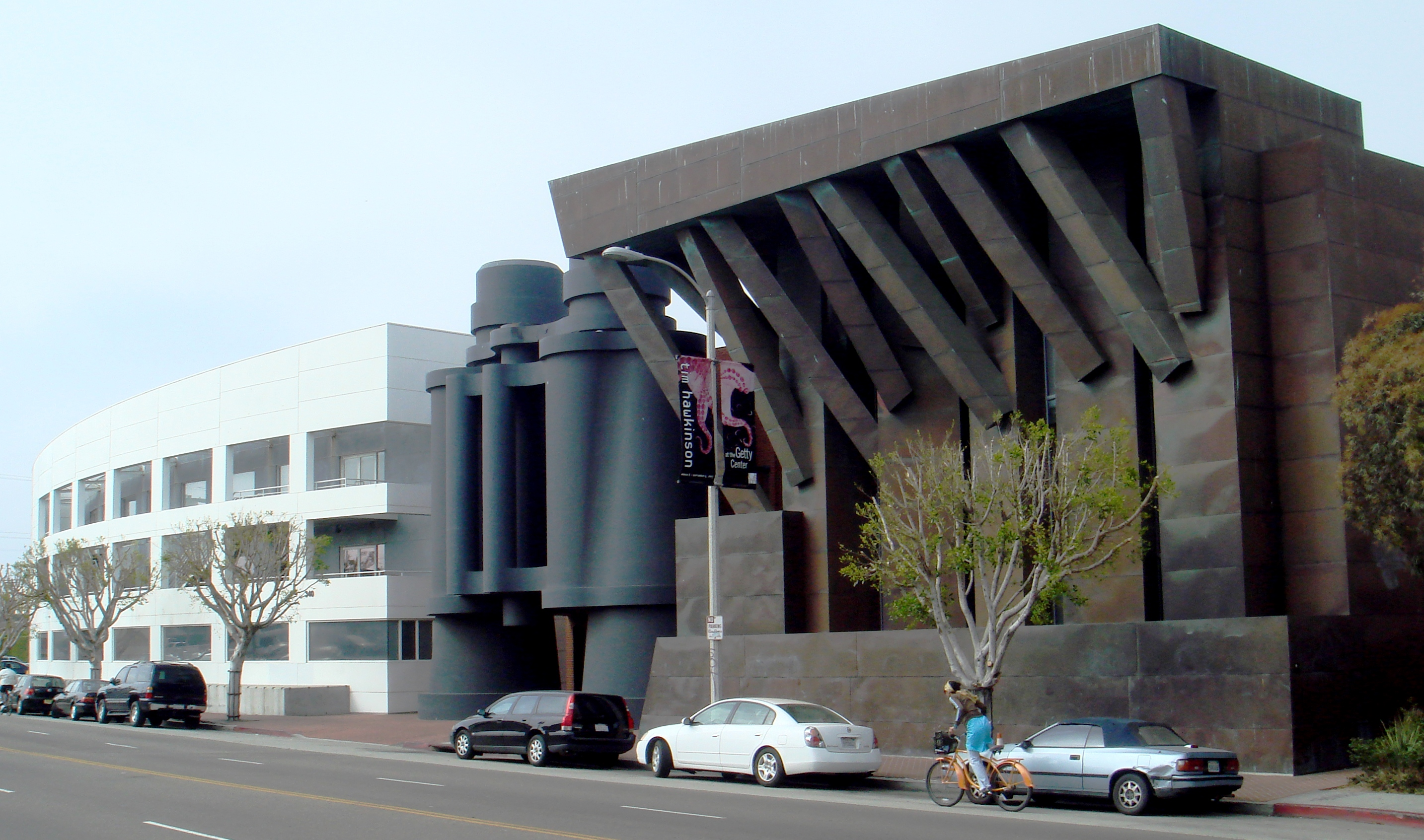
Edifici Chiat/Day a Venice, Califòrnia (1991)

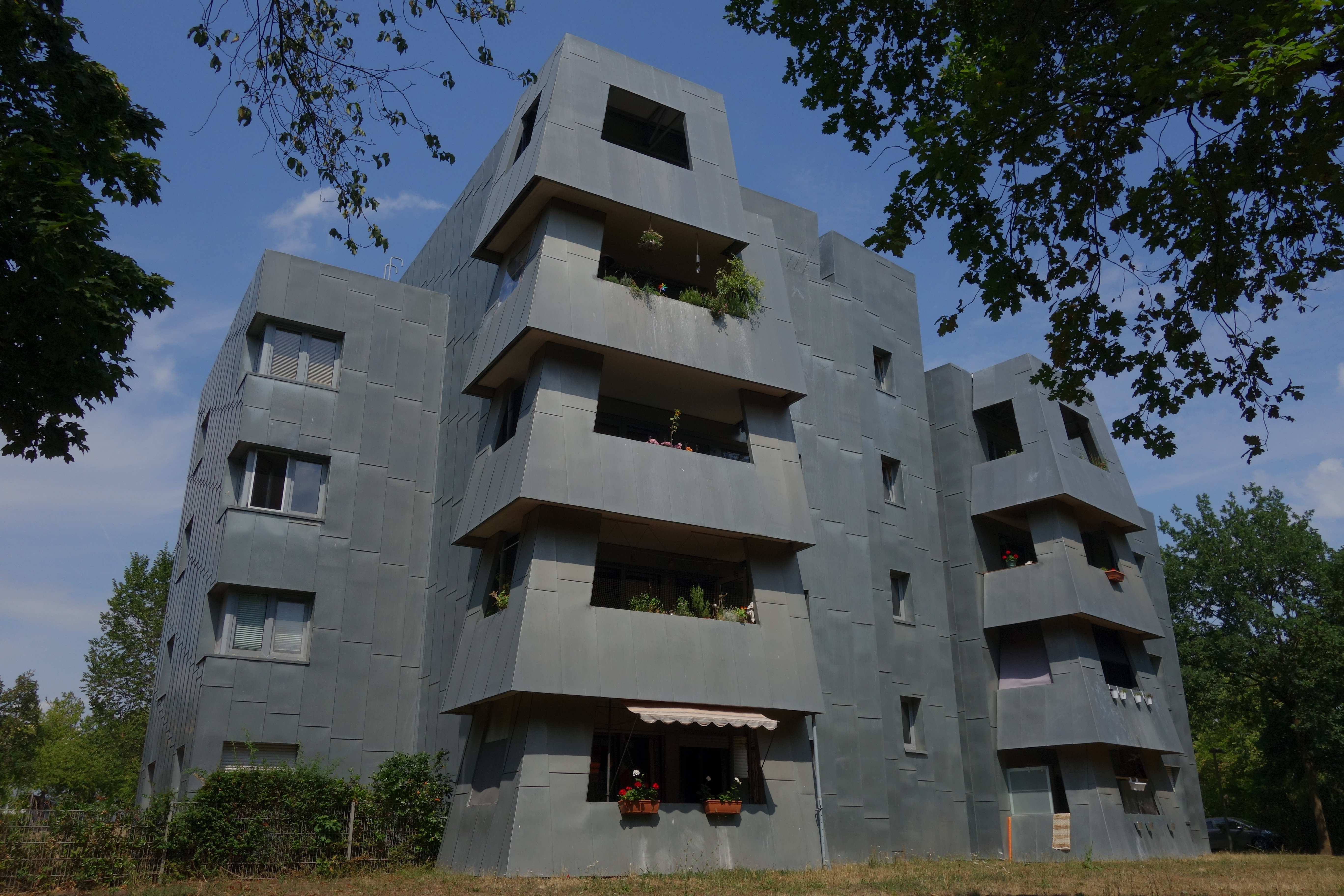
Habitatge públic a Frankfurt-Schwanheim (1994)

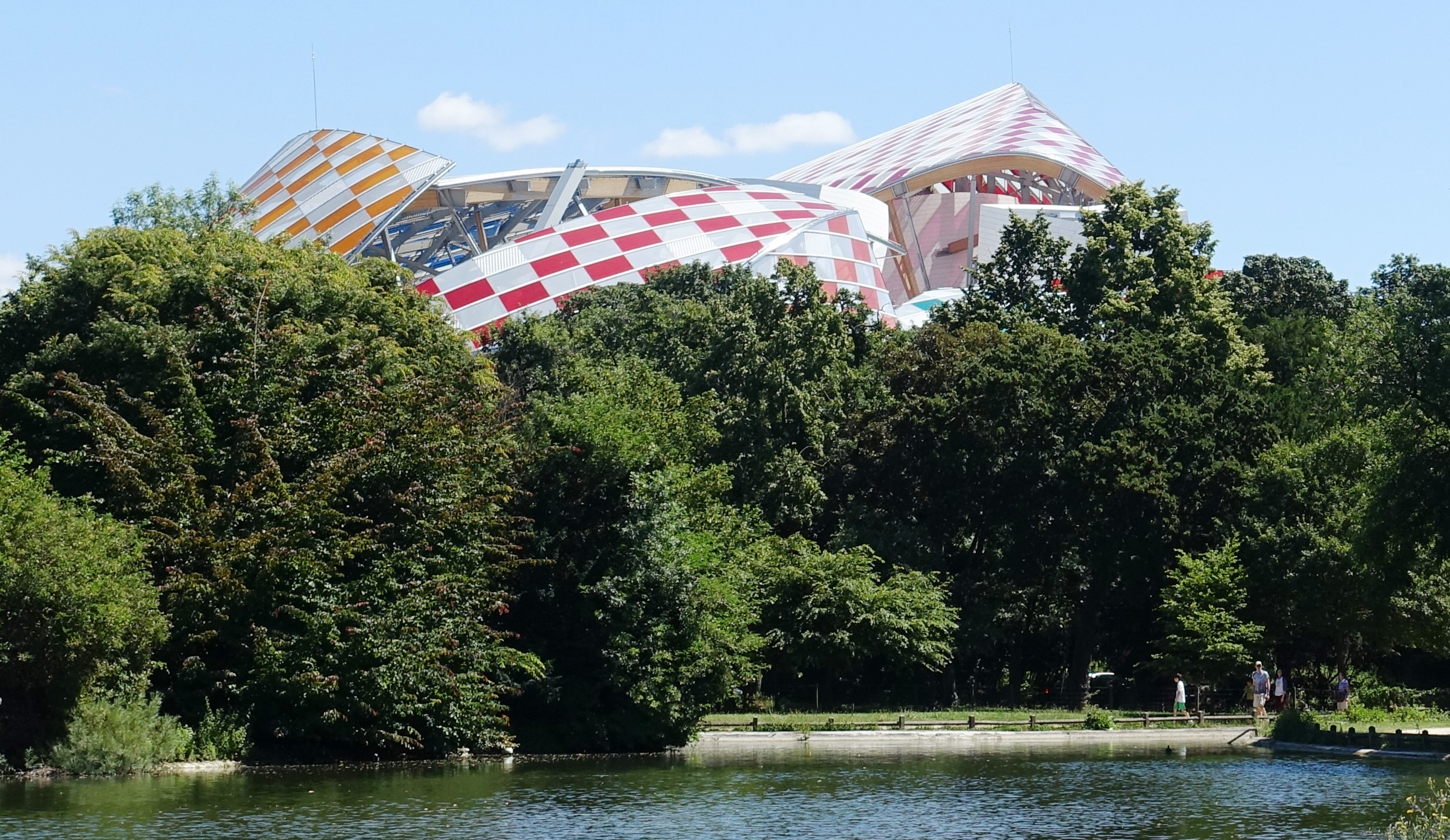
Part del terrat de l'edifici de la Fondation Louis Vuitton vist des del Bois de Boulogne a París, França (2016)

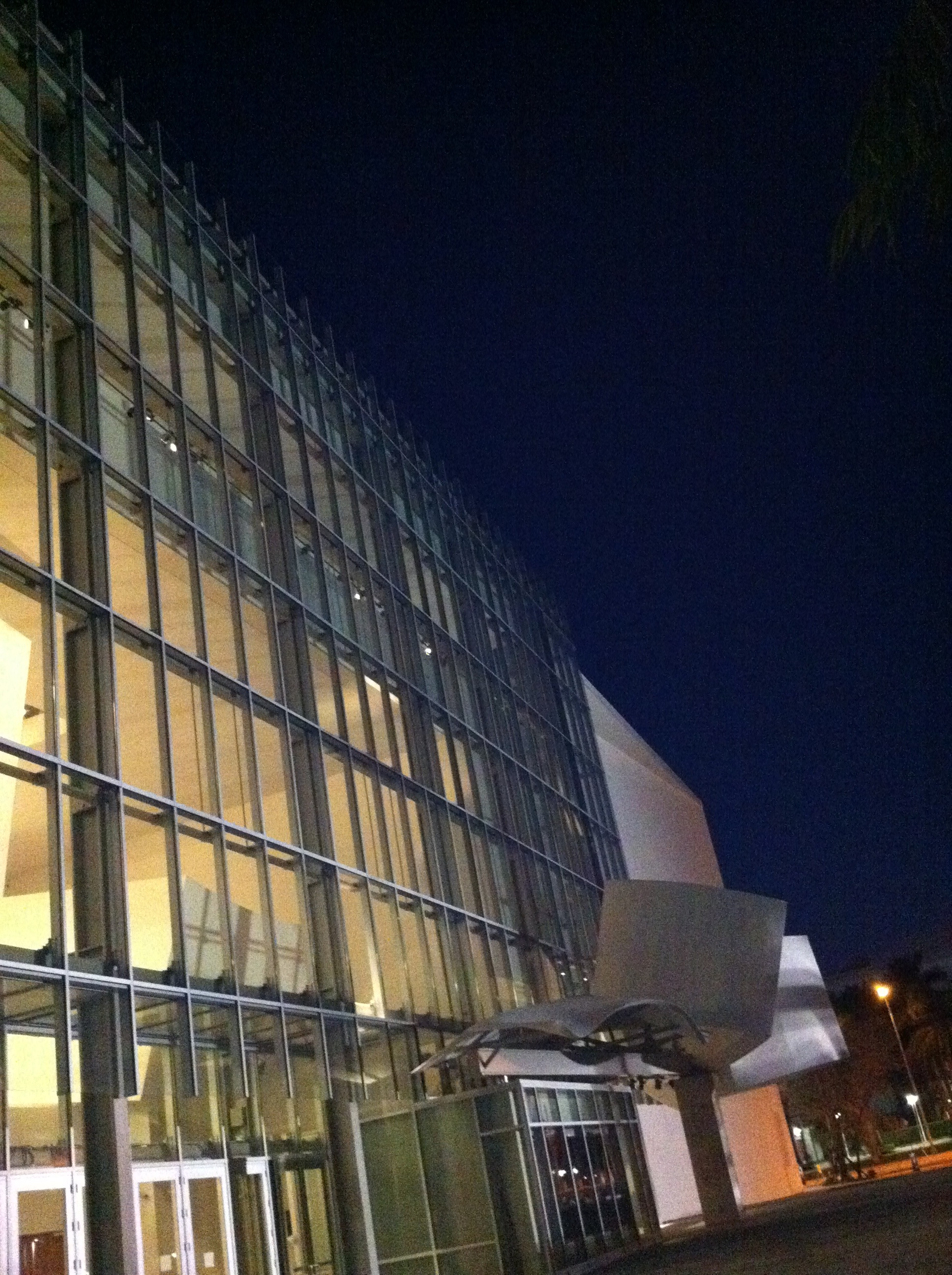
New World Center a Miami Beach, Florida (2011)

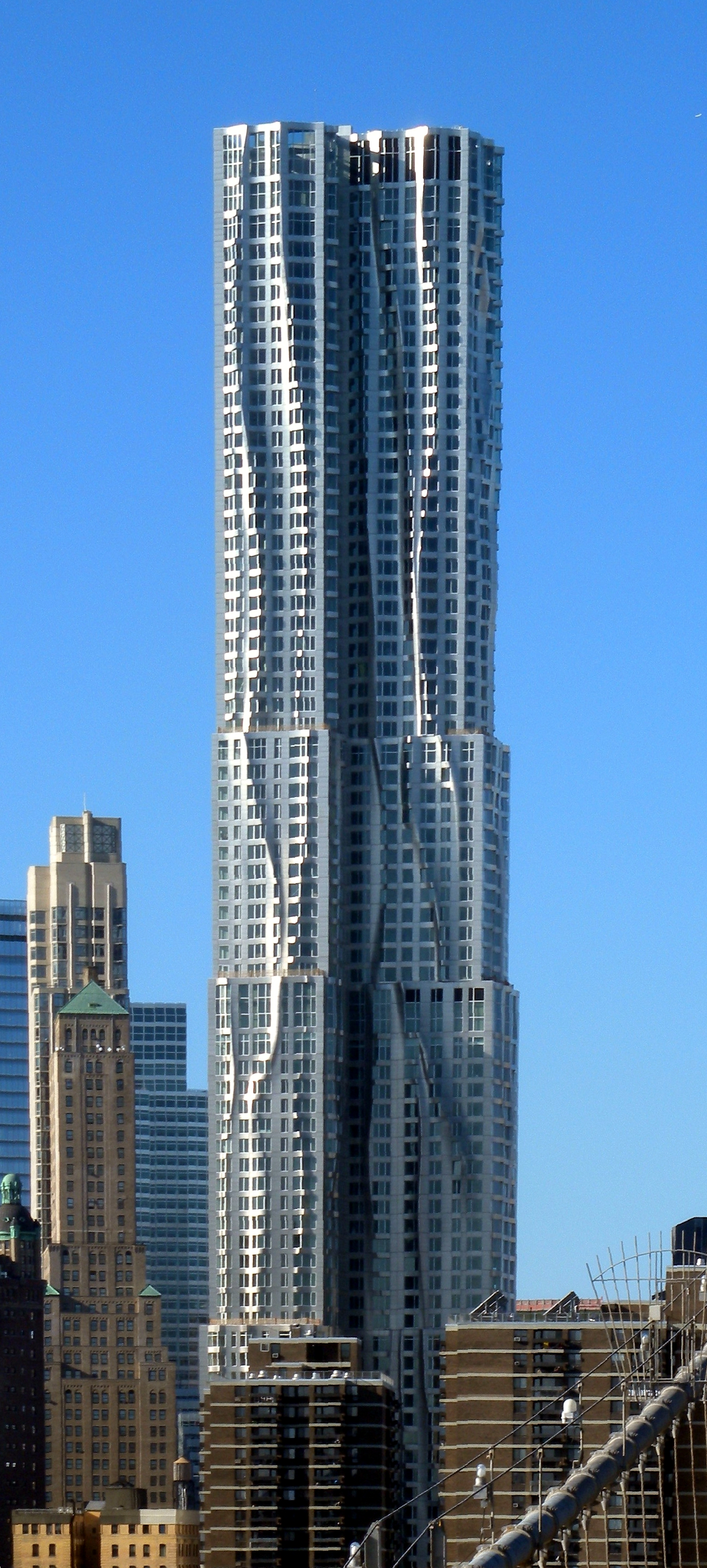
La torre del 8 Spruce Street al Baix Manhattan, acabada el 2010, té un exterior d'acer inoxidable i vidre i té 76 pisos (2010)

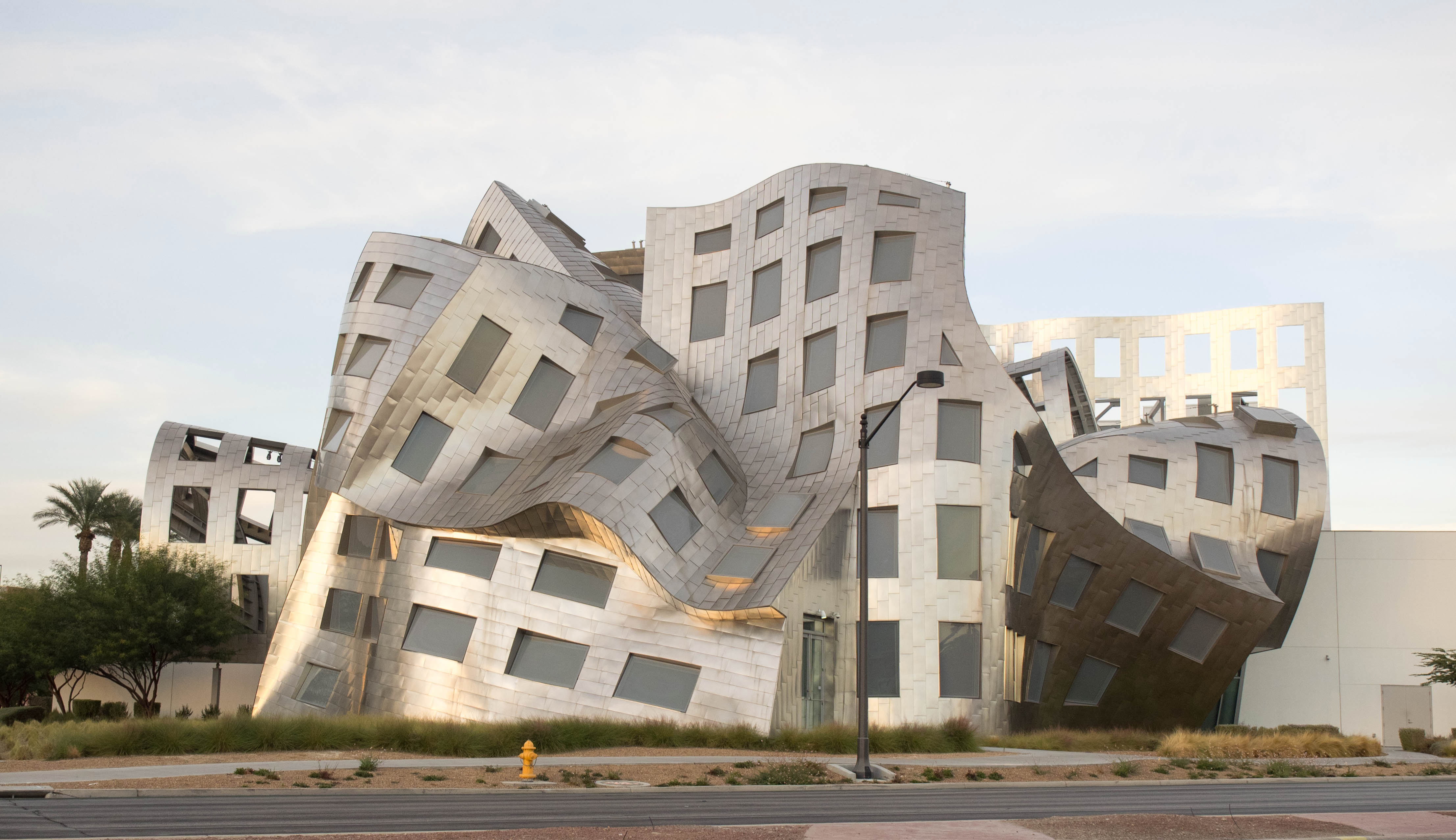
El Lou Ruvo Center for Brain Health de la Cleveland Clinic a Las Vegas, Nevada (2010)

Gehry tornà a Los Angeles per treballar per a Victor Gruen Associates, empresa on havia estat fent d'aprenent mentre estava a la USC. El 1957, quan tenia vint-i-vuit anys, se li donà l'oportunitat de dissenyar la seva primera residència privada amb l'amic i vell company de classe Greg Walsh. La construcció la dugué a terme un altre veí de l'altra banda del carrer de la família de la seva dona, Charlie Sockler. Construït a Idyllwild-Pine Cove, Califòrnia per al veí de la família de la seva dona Anita, Melvin David, els més de 190 m² «David Cabin» mostra característiques que s'havien de convertir en sinònim de l'obra posterior de Gehry, incloses les bigues que sobresurten dels costats exteriors, detalls d'avet douglasde gra vertical i bigues de sostre exposades sense acabar. També mostra fortes influències asiàtiques, derivades de les seves primeres inspiracions, com la casa del tresor de Shosoin a Nara, Japó.
El 1961, Gehry es traslladà a París, on va treballar per a l'arquitecte André Remondet. El 1962, va establir un estudi a Los Angeles que es convertí en Frank Gehry and Associates el 1967, després Gehry Partners el 2001. Els seus primers encàrrecs foren al sud de Califòrnia, on dissenyà una sèrie d'estructures comercials innovadores com Santa Monica Place (1980) i edificis residencials com l'excèntrica Norton House (1984) a Venice, Califòrnia.
Entre aquestes obres, el disseny més destacat de Gehry pot ser la renovació de la seva pròpia residència de Santa Monica. Construït originalment el 1920 i comprat per Gehry el 1977, presenta un exterior metàl·lic que envolta l'edifici original que deixa visibles molts dels detalls originals. Gehry encara hi resideix.
Alguns dels altres edificis de Gehry completats durant la dècada de 1980 inclouen el Cabrillo Marine Aquarium (1981) a San Pedro i el Museu Aeroespacial de Califòrnia (1984) al Museu de Ciència i Indústria de Califòrnia a Los Angeles.

L'any 1989, Gehry va rebre el Premi Pritzker d'Arquitectura, on el jurat el va descriure:
| « | Sempre obert a l'experimentació, té també una seguretat i una maduresa que resisteix, de la mateixa manera que ho feu Picasso, a estar lligat sigui per l'acceptació crítica o pels seus èxits. Els seus edificis són collages juxtaposats d'espais i materials que fan que els usuaris agraeixin tant el teatre com el darrere de l'escenari, revelats simultàniament. | » |

Gehry va continuar dissenyant altres edificis notables a Califòrnia, com el Chiat/Day Building (1991) a Venècia, en col·laboració amb Claes Oldenburg, escultor dels mistos. També va començar a rebre encàrrecs nacionals i internacionals més importants, inclosa la seva primera comissió europea, el Vitra International Furniture Manufacturing and Design Museum a Alemanya, completat el 1989. Aviat tingué altres encàrrecs importants com el Frederick Weisman Museum of Art (1993) a Minneapolis, Minnesota; la Cinémathèque Française (1994) a París; i The Dancing House (1996) a Praga.
De 1994 a 1996 realitzaren un parell d'edificis per a un projecte d'habitatge públic a Goldstein, a Frankfurt-Schwanheim (1994). El 1997, Gehry va aconseguir un nou reconeixement internacional quan es va inaugurar el Museu Guggenheim Bilbao al País Basc. L'edifici fou aclamat per The New Yorker com una «obra mestra del segle xx», i pel llegendari arquitecte Philip Johnson com «l'edifici més important del nostre temps», el museu es feu famós pel seu disseny sorprenent però estèticament atractiu i el seu efecte econòmic positiu a la ciutat.
Des de llavors, Gehry ha guanyat regularment encàrrecs importants i s'ha consolidat com un dels arquitectes més notables del món. Les seves obres més ben rebudes inclouen diverses sales de concerts de música clàssica. El bulliciós Walt Disney Concert Hall (2003) al centre de Los Angeles és la peça central de la revitalització del barri; el Los Angeles Timesl'anomenà «la resposta més eficaç als dubtosos, contraris i crítics rondinaires que un arquitecte nord-americà hagi produït mai». Gehry també dissenyà el Jay Pritzker Pavilion a l'aire lliure (2004) al Millennium Park de Chicago; i el subestimat New World Center (2011) de Miami Beach, que el LA Times descriu com «una peça d'arquitectura que et desafia a subestimar-la o descartar-la a primera vista.»
També feu edificis acadèmics com el Stata Center (2004) al MIT, i la Biblioteca Peter B. Lewis (2008) a la Universitat de Princeton; museus com el Museum of Pop Culture (2000) a Seattle, Washington; edificis comercials com l'edifici IAC (2007) a la ciutat de Nova York; i edificis residencials, com el seu primer gratacel, la Torre Beekman al número 8 de Spruce Street (2011) a la ciutat de Nova York.
Les principals obres internacionals recents de Gehry inclouen l'edifici Dr Chau Chak Wing a la Universitat de Tecnologia de Sydney, acabat el 2014, i el Chau Chak Wing, amb els seus 320.000 maons en «línies elegants», descrit com un «10 de 10» en una escala de dificultat. Un projecte en curs és el Guggenheim Abu Dhabi a l'illa de Saadiyat als Emirats Àrabs Units. Altres projectes significatius com les Mirvish Towers a Toronto, i una renovació de diverses dècades del Museu d'Art de Filadèlfia, estan actualment en fase de disseny. L'octubre de 2013, Gehry fou nomenat arquitecte conjunt amb Foster and Partners per dissenyar la fase High Street del desenvolupament de la central elèctrica de Batterseaa Londres, el primer projecte de Gehry a la ciutat.
En els darrers anys, alguns dels dissenys més destacats de Gehry no han pogut tirar endavant. A més dels dissenys no realitzats per a l'expansió de la Corcoran Art Gallery a Washington DC, i un nou museu Guggenheim prop del South Street Seaport a la ciutat de Nova York, Gehry fou notòriament abandonat pel desenvolupador Bruce Ratner del projecte de remodelació del Pacific Park (Brooklyn), i el 2014 com a dissenyador del World Trade Center Performing Arts Centerde la ciutat de Nova York. Alguns projectes estancats han mostrat progressos recentment: després de molts anys i un acomiadament, Gehry fou reincorporat recentment com a arquitecte del projecte Grand Avenue a Los Angeles, i encara que el seu polèmic disseny del National Dwight D. Eisenhower Memorial a Washington DC ha tingut nombrosos retards durant el procés d'aprovació amb el Congrés dels Estats Units, finalment es va aprovar el 2014 amb un disseny modificat.
El 2014 s'obriren dos museus significatius i esperats dissenyats per Gehry: el Biomuseo, un museu de la biodiversitat a la ciutat de Panamà; i la Fondation Louis-Vuitton, un museu d'art modern al parc Bois de Boulogne a París, França, que va obrir a algunes crítiques favorables.
També el 2014, Gehry va rebre l'encàrrec de River LA (abans Los Angeles River Revitalization Corporation), un grup sense ànim de lucre fundat per la ciutat de Los Angeles el 2009 per coordinar la política fluvial, per idear un nou pla per al riu.
El febrer de 2015, s'inaugura l'edifici de la Universitat de Tecnologia de Sydney, la façana del qual té més de 320.000 maons i lloses de vidre col·locats a mà. Gehry digué que no tornaria a dissenyar un edifici com una «bossa de paper arrugat».
Gehry digué al diari francès La Croix el novembre de 2016 que el president de França François Hollande li havia assegurat que es podria traslladar a França si Donald Trump era elegit president dels Estats Units. Tanmateix, el mes següent, Gehry digué que no tenia previst traslladar-s'hi. Trump i ell intercanviaren paraules el 2010 quan l'edifici de Frank Gehry, situat al carrer Spruce 8, conegut en el seu moment com a Torre Beekman, es construí a 0,3 metres més alt que l'Edifici Trump, que fins aleshores era l'edifici residencial més alt de la ciutat de Nova York.
Entre els edificis dissenyats per Gehry acabats durant la dècada de 2020 destaquen el Memorial Dwight D. Eisenhower a Washington DC i el museu LUMA Arles a França. L'any 2021, havent observat el progrés de Gehry en un nombre creixent de projectes significatius a Los Angeles, inclòs el Grand Avenue Project, una sala de concerts per a la Orquestra Juvenil de Los Angeles i un edifici d'oficines per a Warner Bros., The Architect's Newspaper declarà que «Setanta-quatre anys després que s'hi traslladés des del seu Toronto natal, LA s'assembla cada cop més al país d'en Gehry».

## Estil arquitectònic
Hom diu l'obra de Gehry «desafia la categorització», reflecteix un esperit d'experimentació juntament amb un respecte per les exigències de la pràctica professional, i s'ha mantingut en gran part desalineada amb tendències o moviments estilístics més àmplis. Amb les seves primeres influències educatives arrelades en el modernisme, l'obra de Gehry ha intentat fugir dels trets estilístics modernistes mentre es manté interessat en alguns dels elements transformadors subjacents. Treballant contínuament entre circumstàncies donades i materialitzacions imprevistes, ha estat valorat com algú que «ens feu produir edificis divertits, escultòricament emocionants, bones experiències», encara que el seu enfocament pot ser «menys rellevant a mesura que augmenta la pressió per fer més amb menys».
L'estil de Gehry de vegades sembla inacabat o fins i tot cru, però el seu treball és coherent amb el moviment artístic «funk» de Califòrnia dels anys seixanta i principis dels setanta, que va incloure l'ús d'objectes trobats de baix cost i mitjans no tradicionals com l'argila per fer art seriós. Les seves obres sempre tenen almenys algun element de deconstructivisme; se l'ha anomenat «l'apòstol de l'esgrima de cadena i el revestiment de metall ondulat». Tanmateix, una exposició retrospectiva al Whitney Museum de Nova York el 1988 va revelar que també és un artista clàssic sofisticat que coneix la història de l'art europeu i l'escultura i la pintura contemporànies.

### Galeria

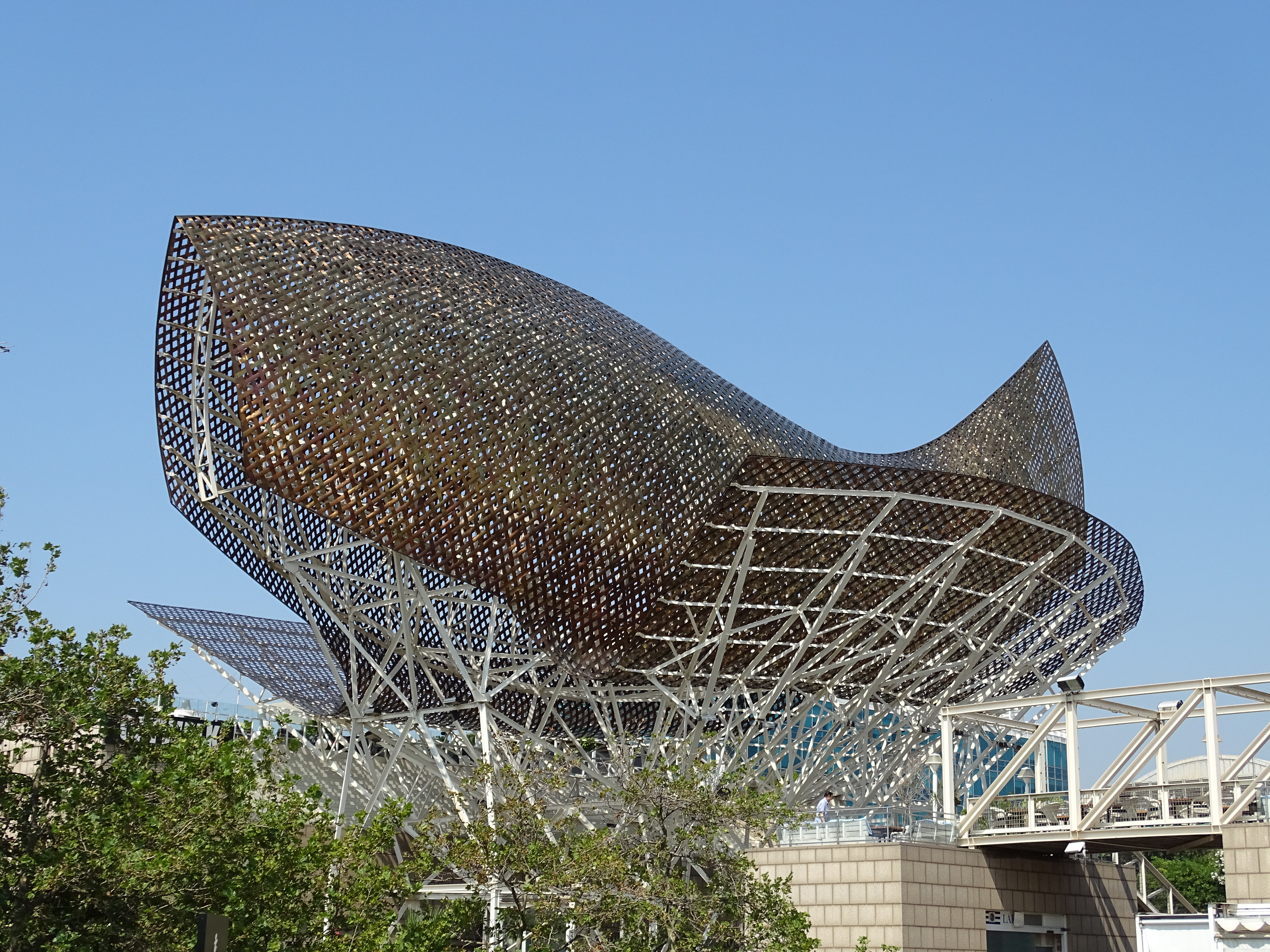
El Peix, escultura de peix davant del Port Olímpic de Barcelona, Catalunya (1992)
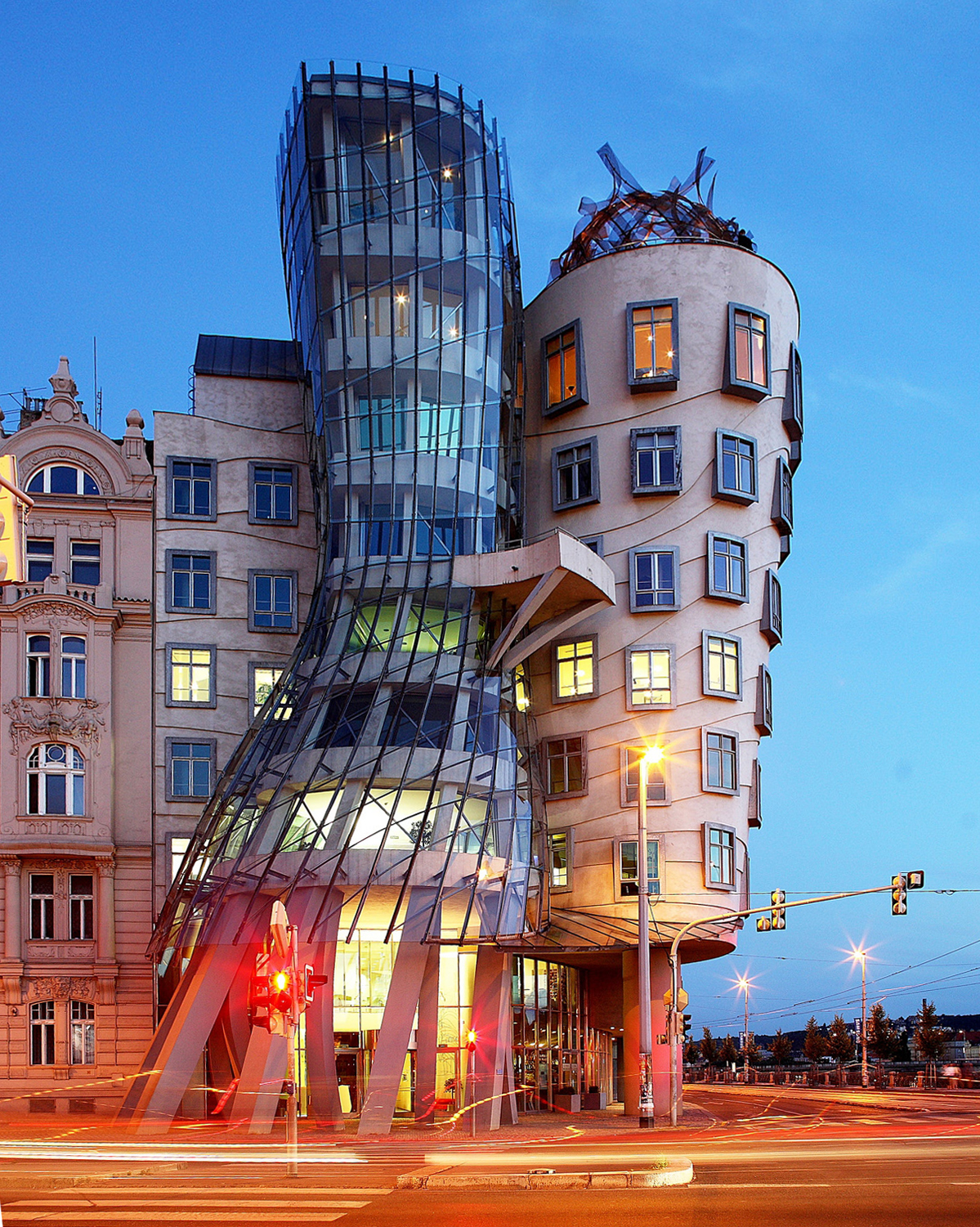
Casa ballant a Praga (1996)
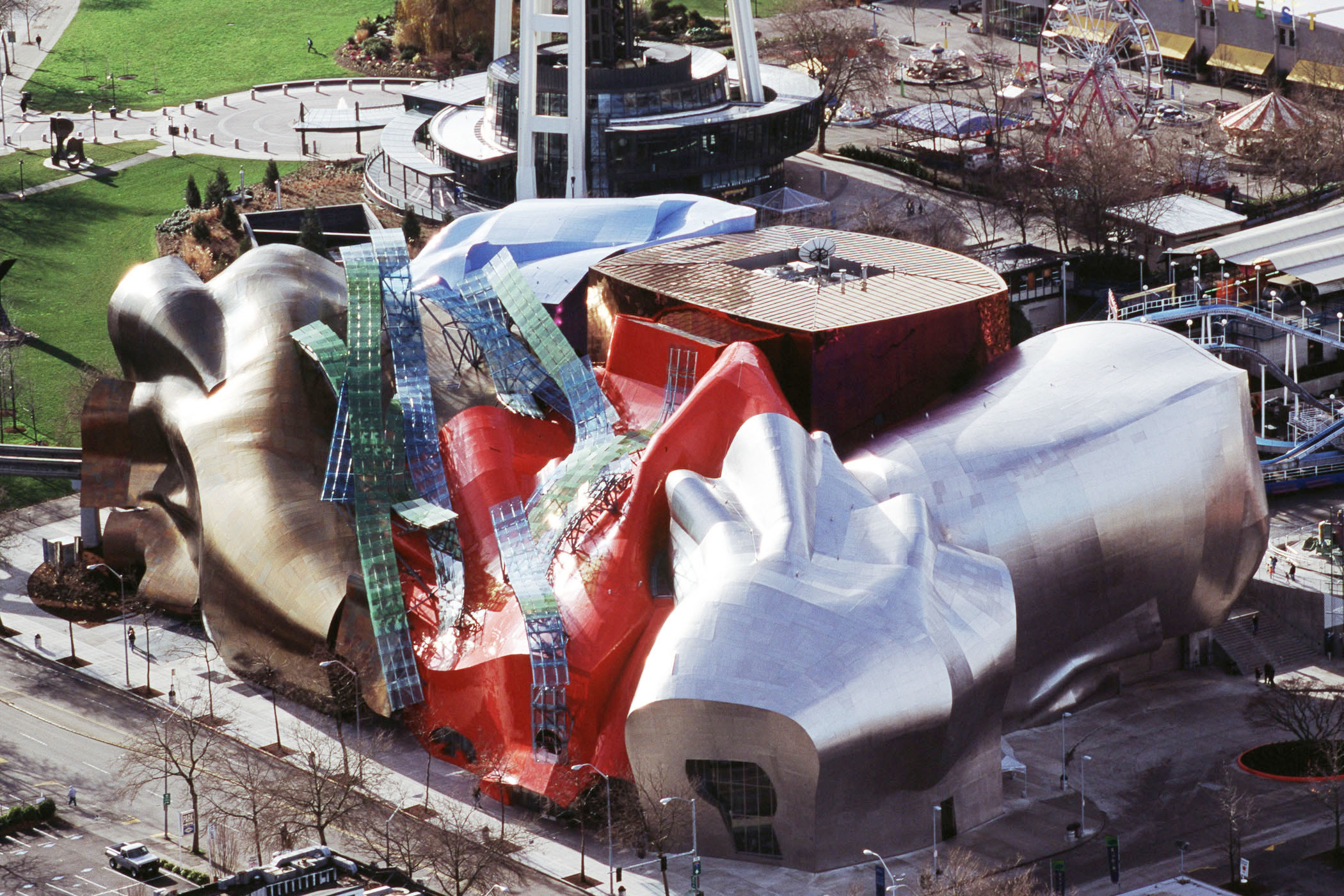
El Museu de la Cultura Pop de Seattle (2000)
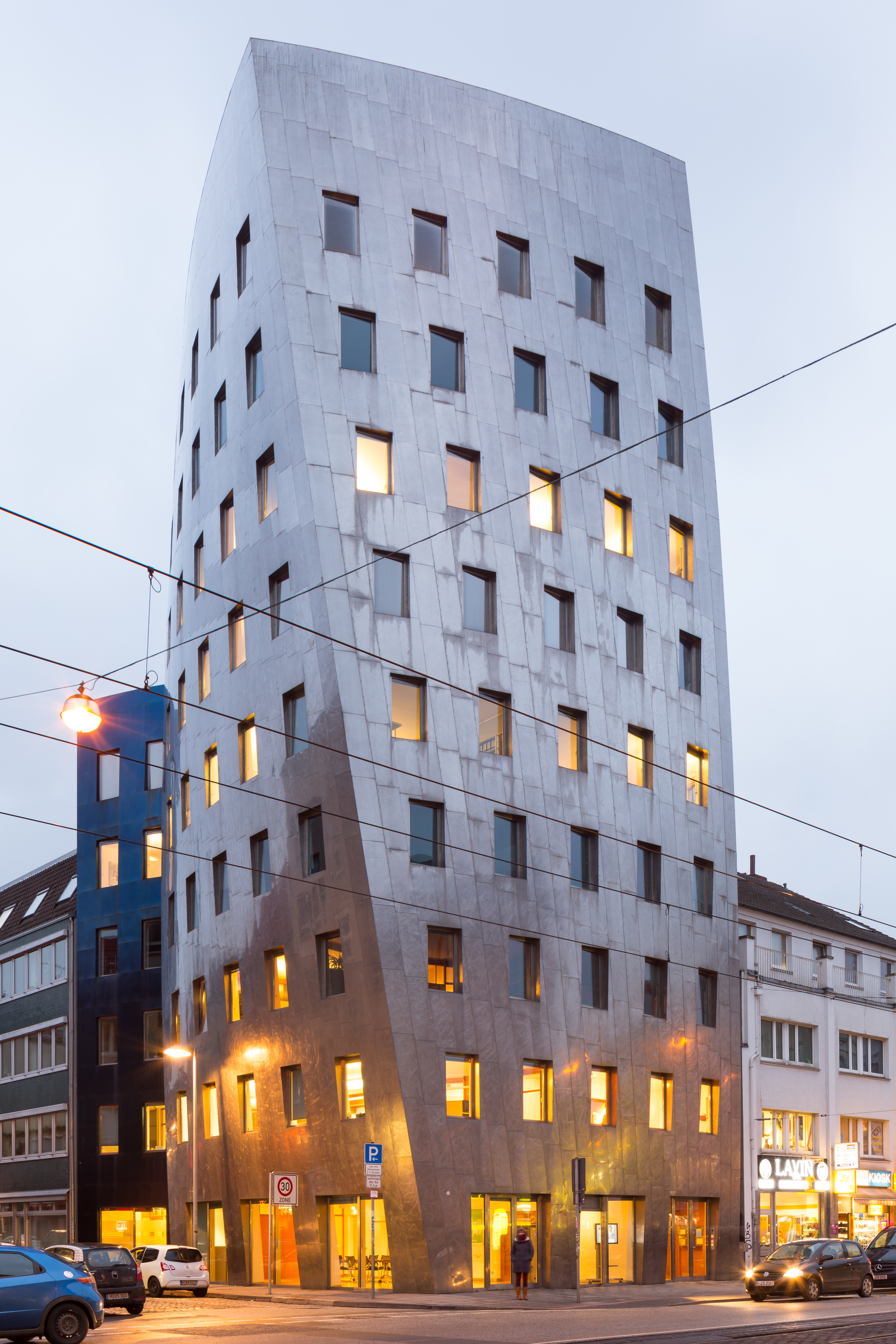
Torre Gehry a Hannover, Alemanya (2001)
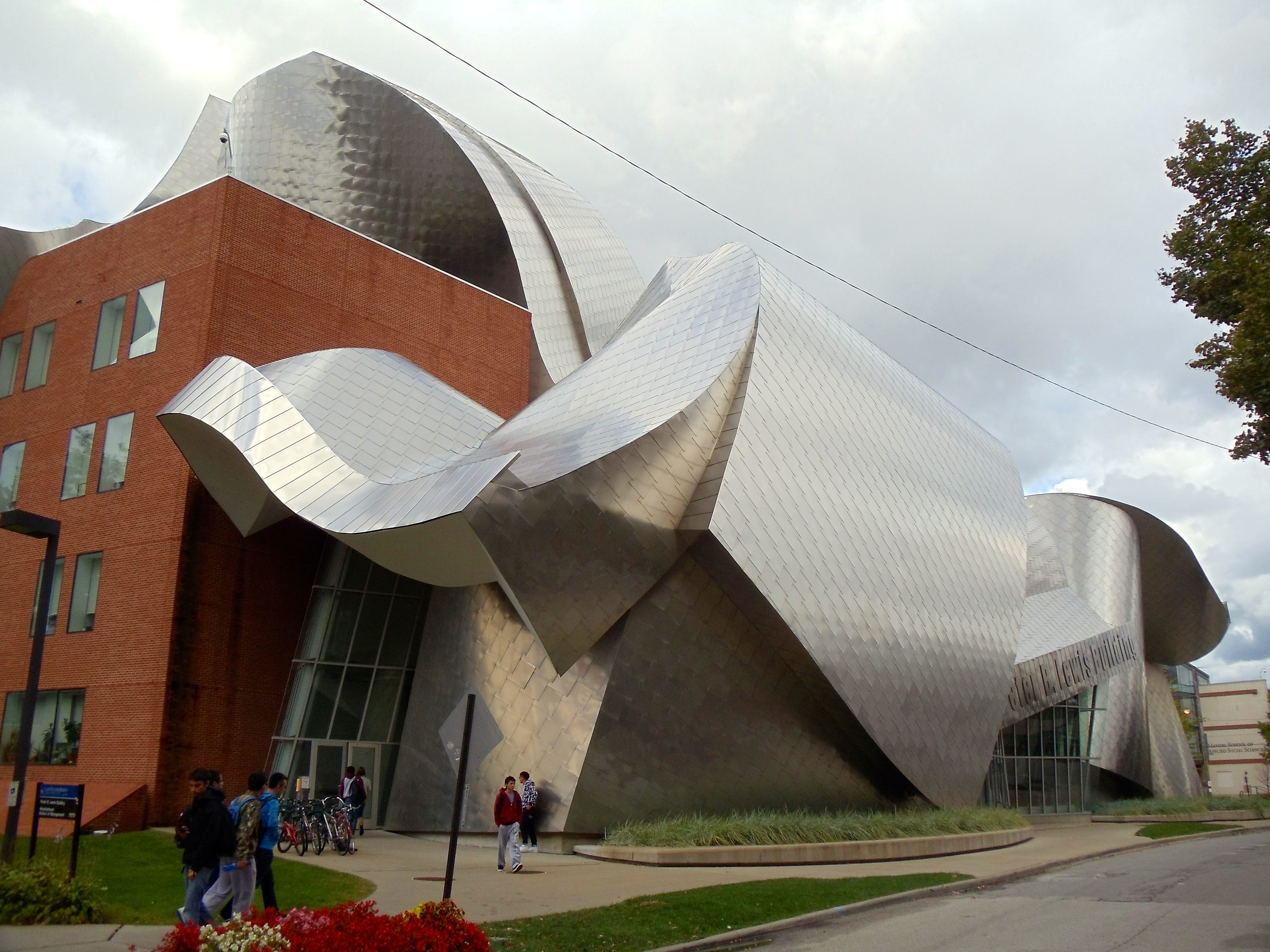
Weatherhead School of Management, Case Western Reserve University, Cleveland, Ohio (2002)
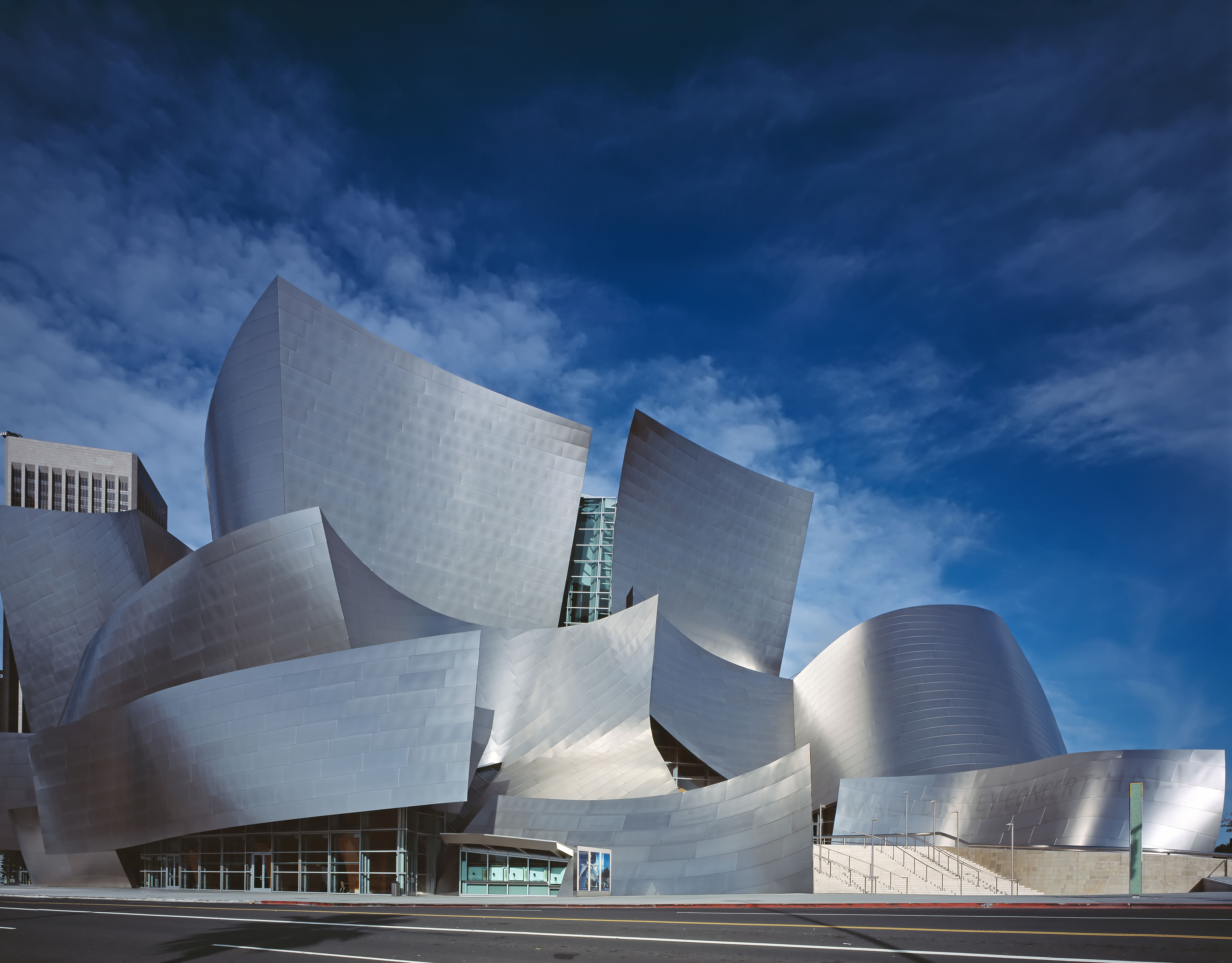
Walt Disney Concert Hall de Los Angeles (2003)
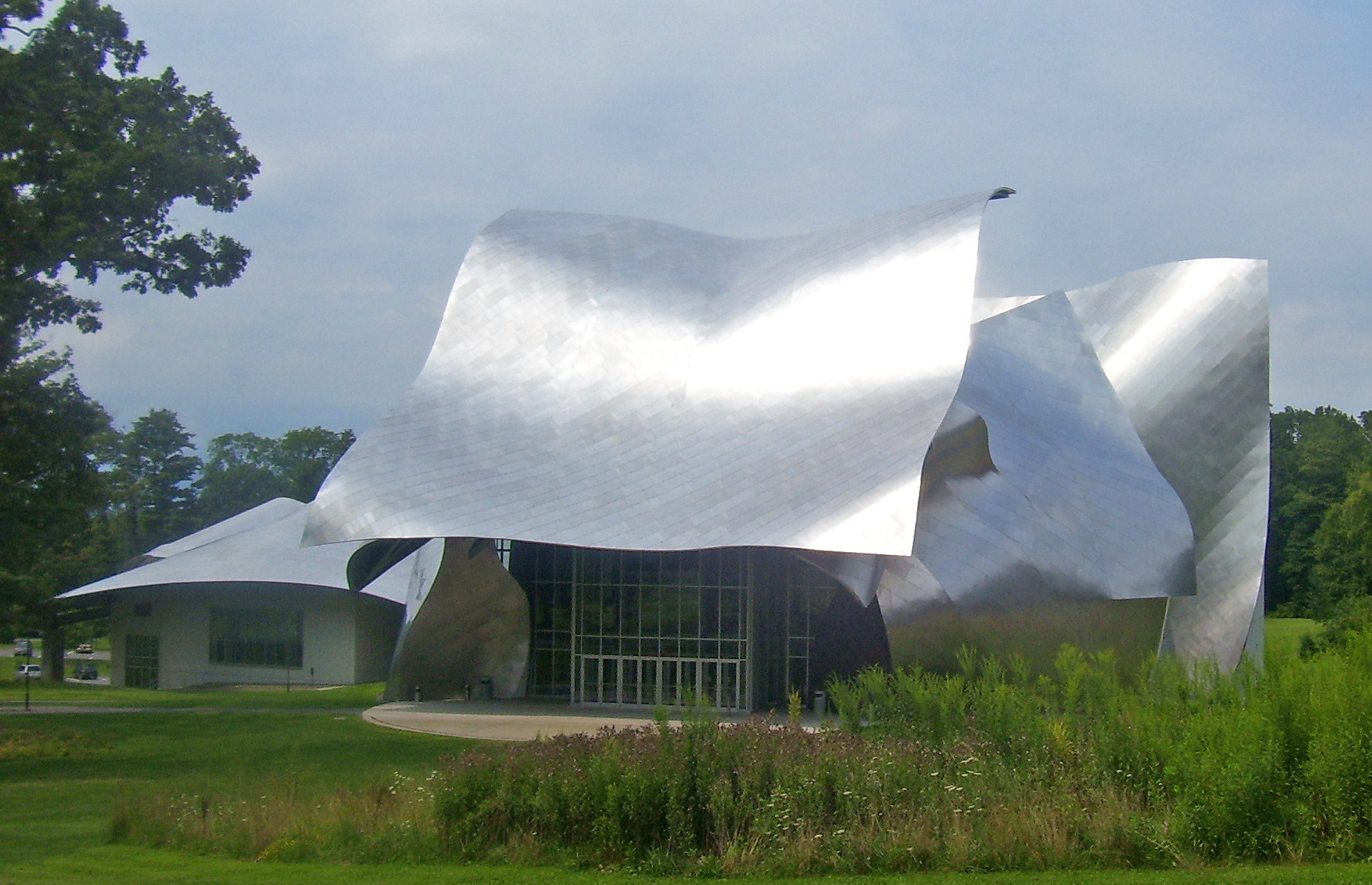
Richard B. Fisher Center for the Performing Arts, Bard College, Annandale-on-Hudson, Nova York (2003)
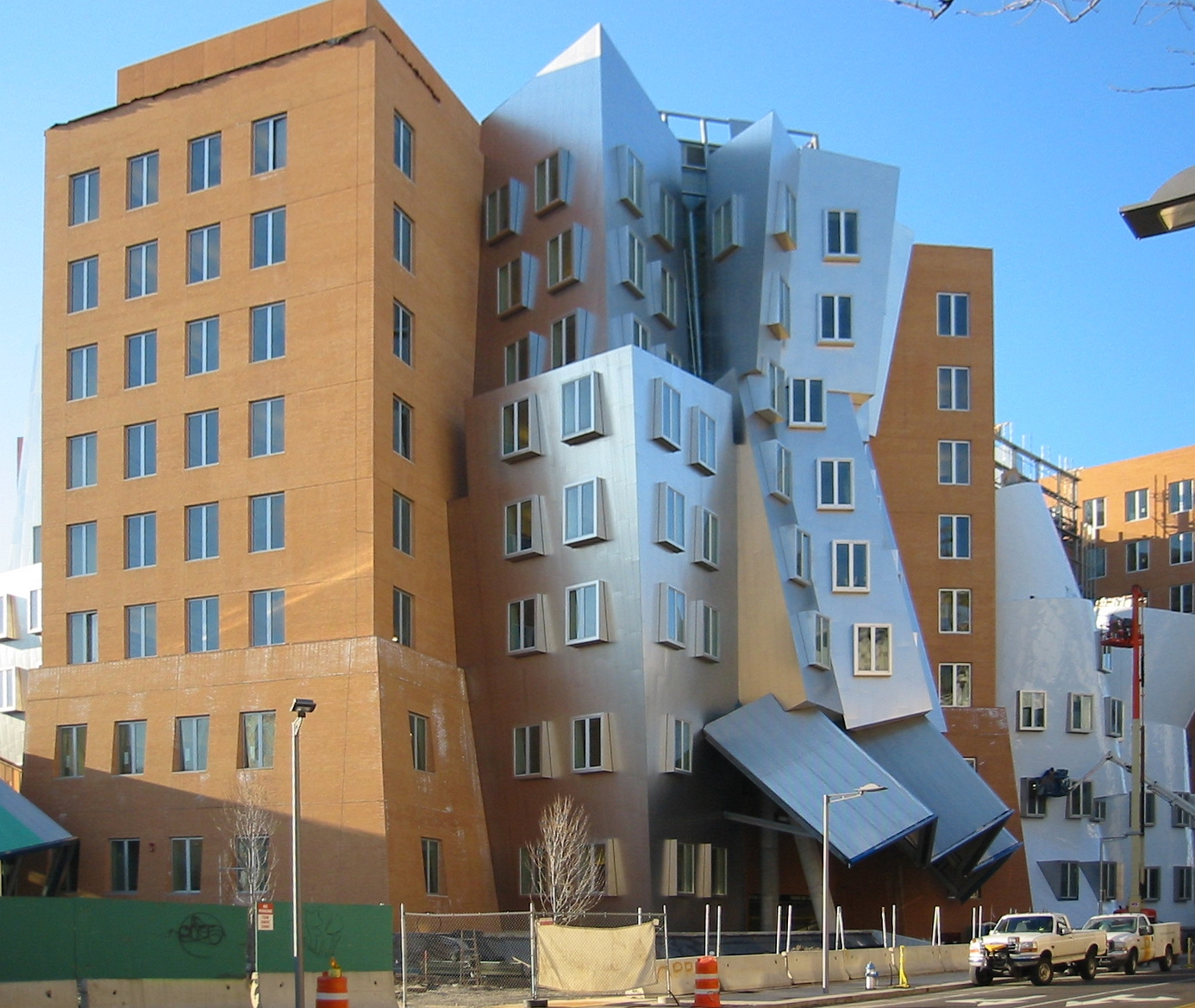
Stata Center, Institut Tecnològic de Massachusetts, Cambridge, Massachusetts (2004)
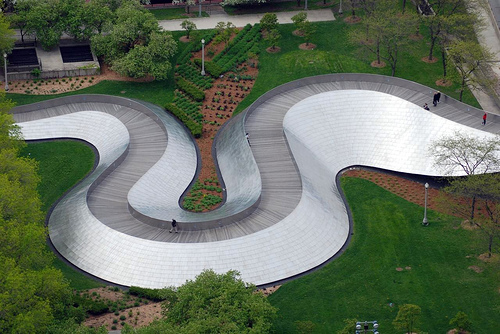
BP Pedestrian Bridge, Millennium Park, Chicago (2004)
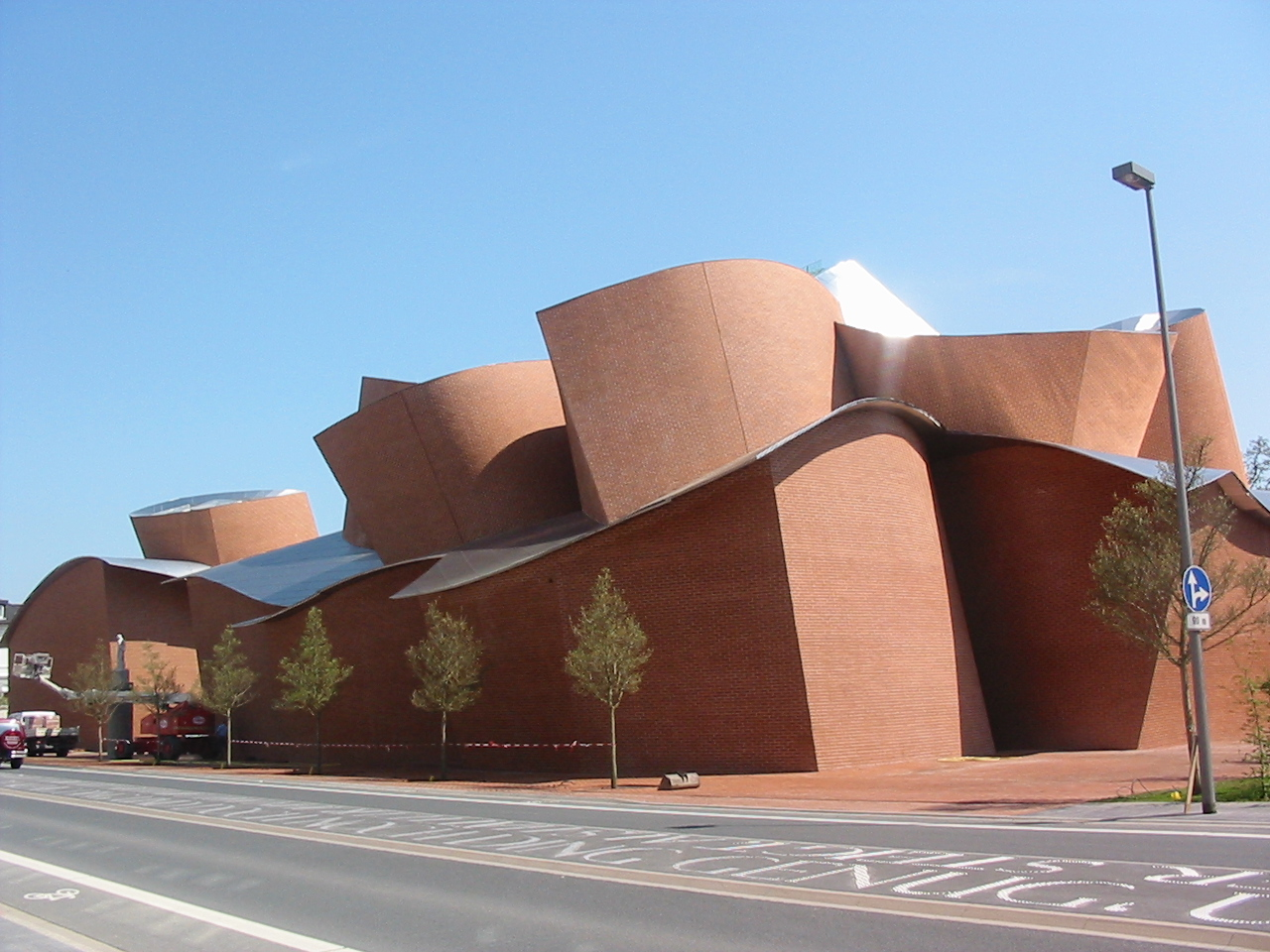
MARTa Herford, Herford, Alemanya (2005)
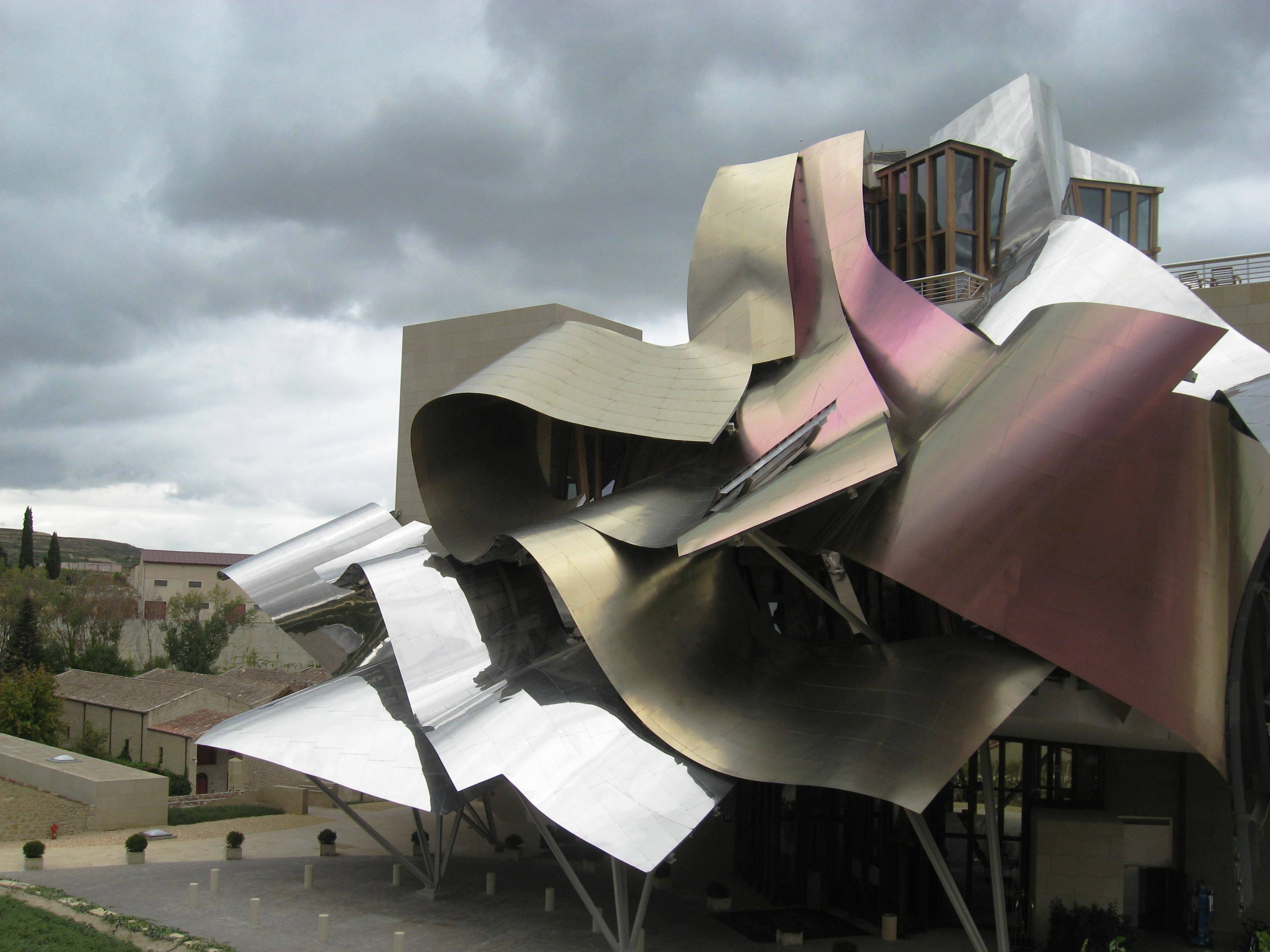
Hotel Marqués de Riscal a Elciego, Espanya (2006)
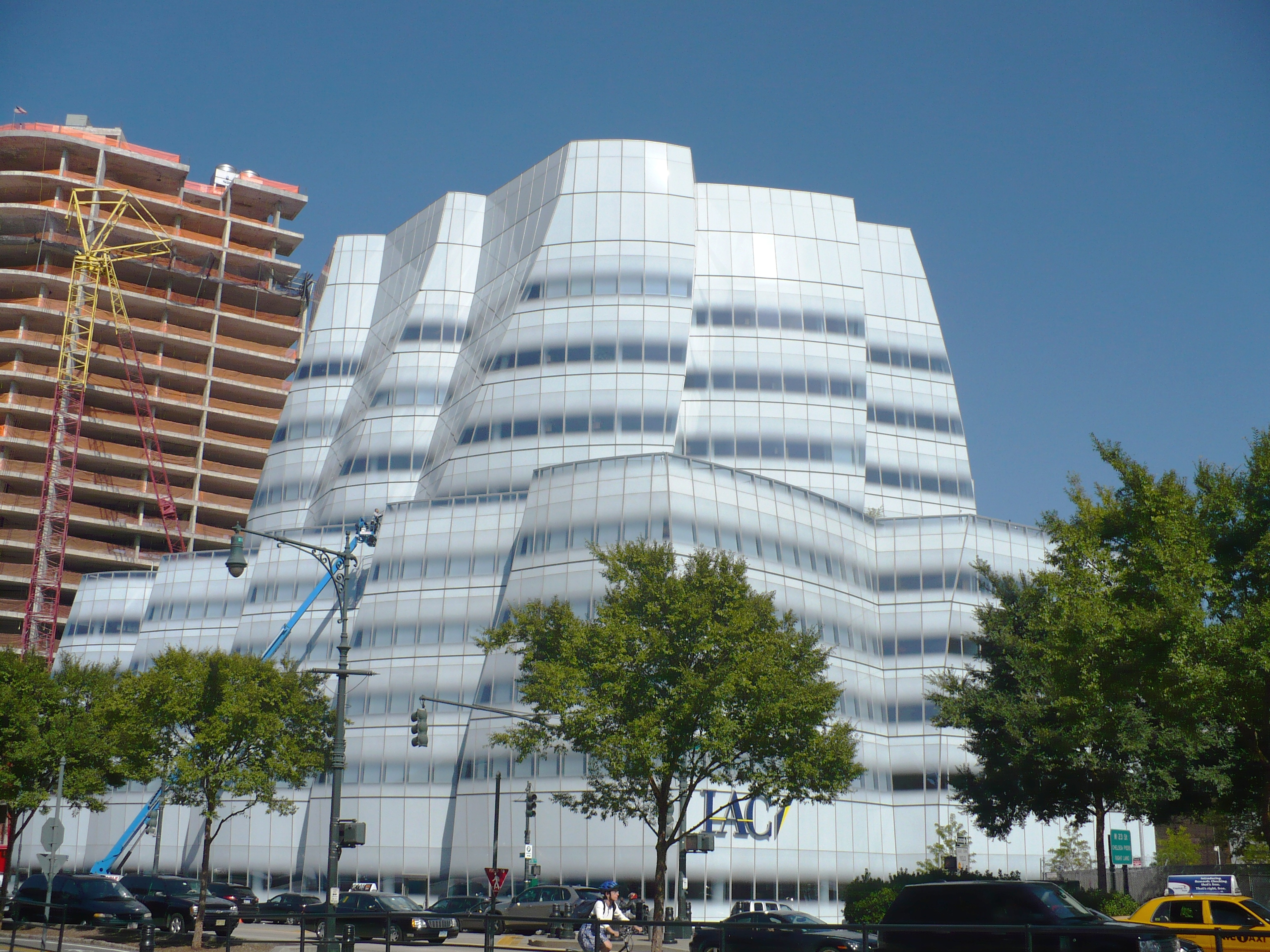
La seu de l'IAC a Manhattan, Nova York (2007)
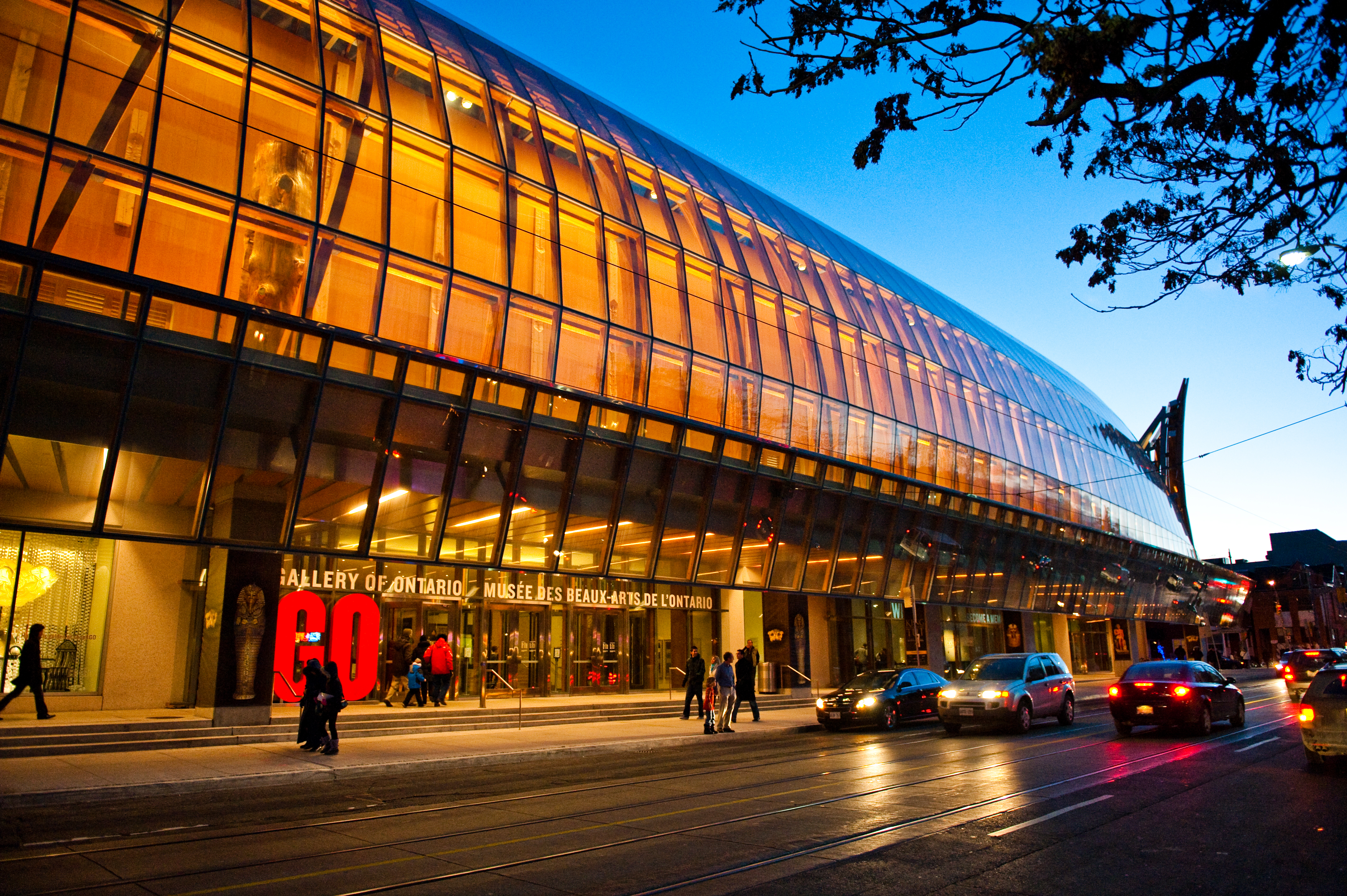
Art Gallery of Ontario a Toronto, Ontario, Canadà (2008)
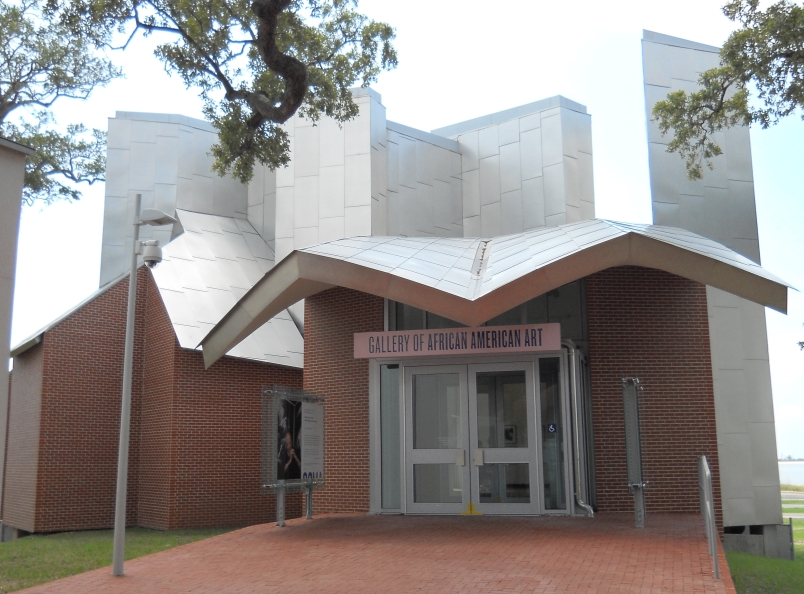
Galeria d'art afroamericà, campus del Museu d'Art d'Ohr-O'Keefe a Biloxi, Mississipi (2010)
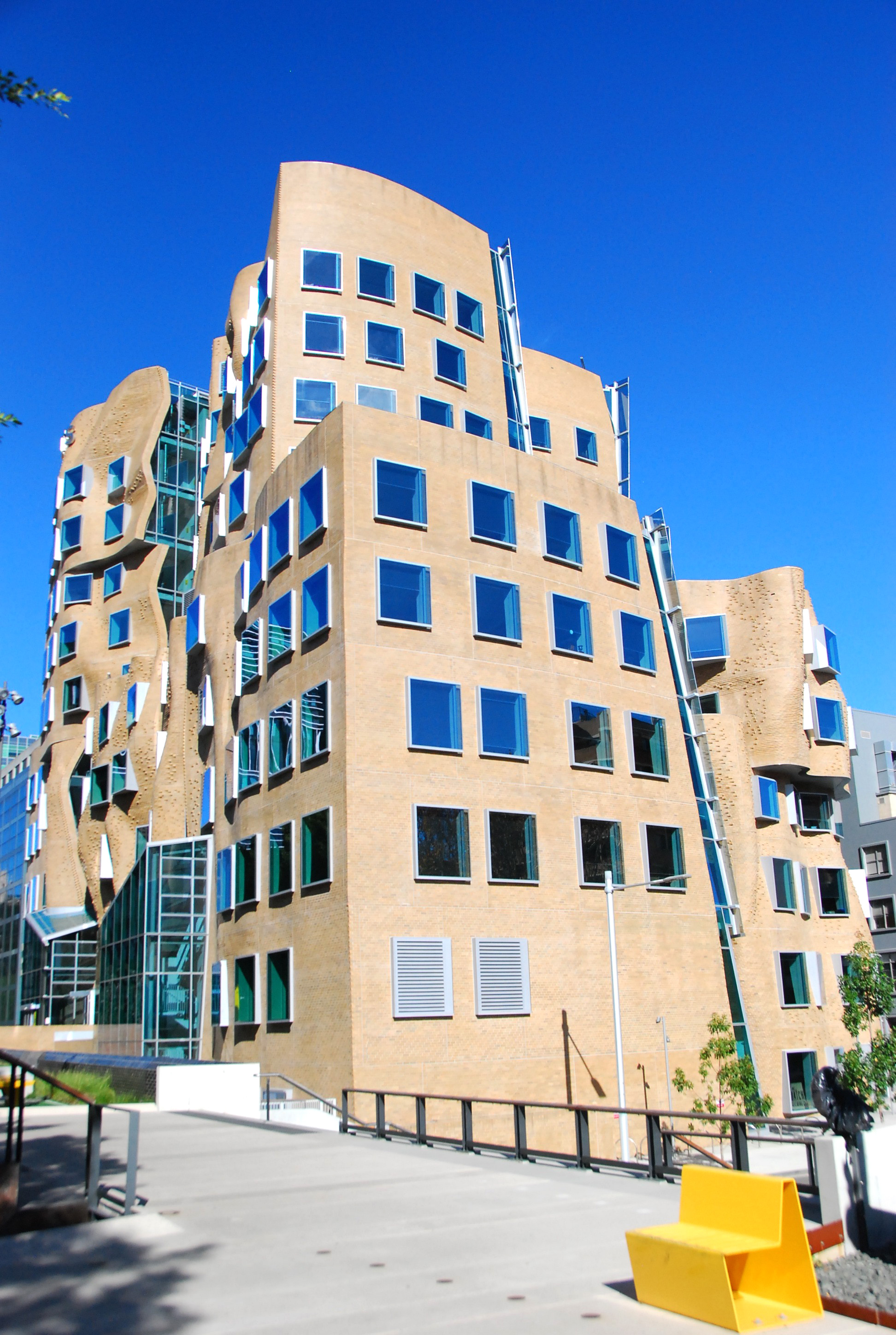
Edifici Dr Chau Chak Wing a Sydney, Austràlia (2014)
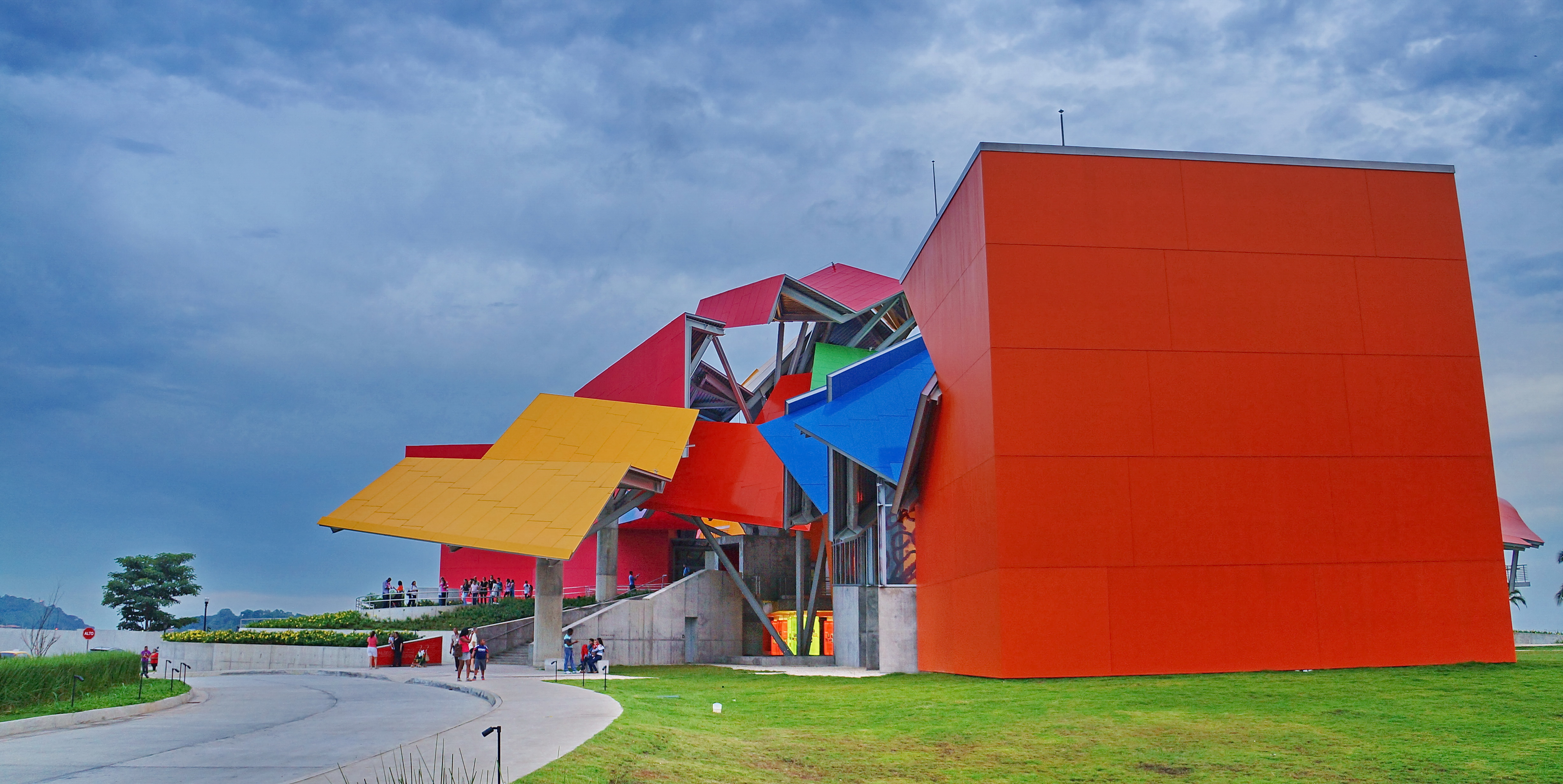
Biomuseu a la ciutat de Panamà (2014)
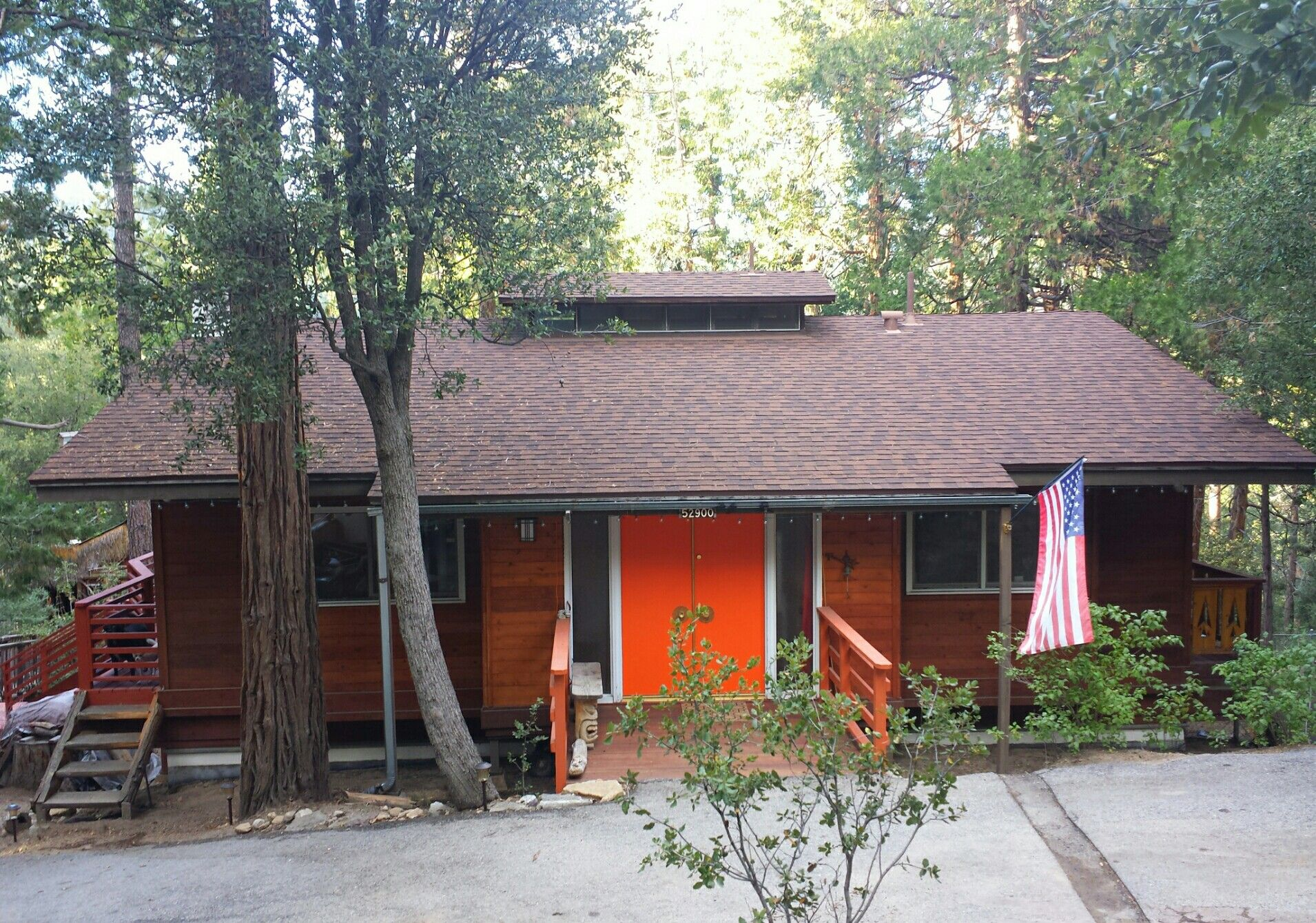
David Cabin - Idyllwild CA (1957)

### Efecte Bilbao

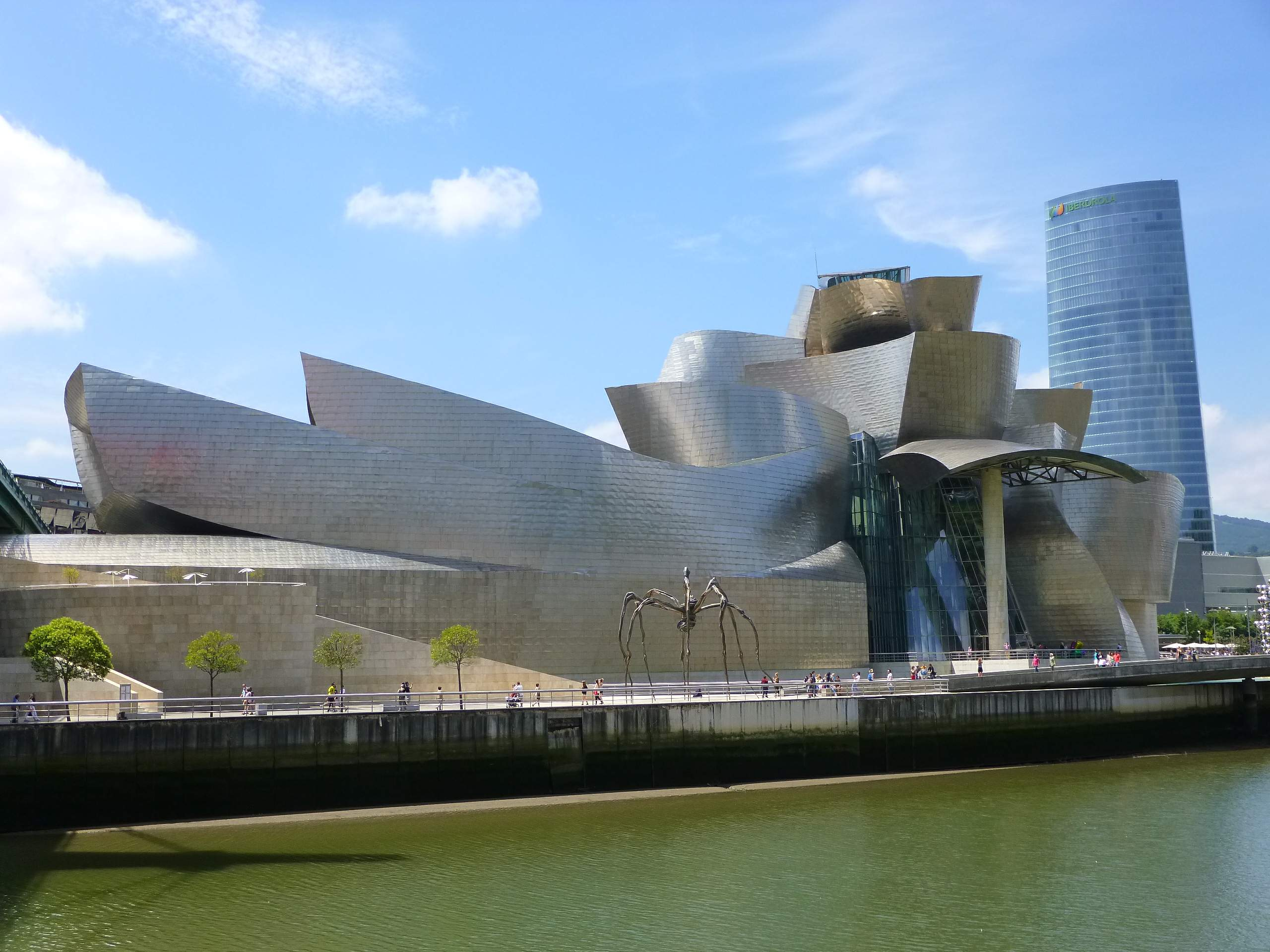
Museu Guggenheim de Bilbao, Espanya

Després de l'èxit fenomenal del disseny de Gehry per al Museu Guggenheim de Bilbao al País Basc els crítics començaren a referir-se a la revitalització econòmica i cultural de les ciutats mitjançant una arquitectura icònica i innovadora com «l'efecte Bilbao». En els primers dotze mesos després de l'obertura del museu, s'estima que va aportar 160 milions dòlars a l'economia basca. De fet, des de l'obertura de l'edifici ha aportat més de 3.500 milions de dòlars a l'economia basca. En els anys posteriors hi ha hagut molts intents de replicar aquest efecte a través d'encàrrecs arquitectònics a gran escala que han tingut èxit i infructuós, com l'ampliació de Daniel Libeskind del Museu d'Art de Denver i edificis del mateix Gehry, com El Walt Disney Concert Hall de Los Angeles i el més controvertit Museu de la Cultura Pop de Seattle tingueren una bona acollida gairebé universalment. Encara que alguns vinculen el concepte de l'efecte Bilbao amb la noció d'starchitecture, Gehry ha rebutjat constantment l'etiqueta d'starchitect.

### Crítica
Tot i que gran part de l'obra de Gehry ha tingut una bona acollida, no sempre ha rebut crítiques positives. L'historiador de l'art Hal Foster interpreta l'arquitectura de Gehry com una al servei de les marques corporatives. Les crítiques al seu treball inclouen queixes per defectes de disseny que els edificis malgasten recursos estructurals creant formes sense funció, no semblen pertànyer al seu entorn o milloren el context públic de les seves ubicacions i, aparentment, estan dissenyats sense tenir en compte el clima local.
A més, la revista socialista Jacobin va assenyalar que l'obra de Gehry es pot resumir com una arquitectura per als superrics, en el sentit que és cara, no és enginyosa i no serveix als interessos de la gran majoria. L'article criticava la declaració de Gehry: «Al món en què vivim, el 98 % del que es construeix i es dissenya avui és pura merda».

## Altres aspectes de la carrera

### Acadèmia
El gener de 2011, Gehry es va incorporar a la facultat de la Universitat del Sud de Califòrnia (USC) com a professor d'arquitectura. Des de llavors ha estat la seva alma mater. També ha ocupat càrrecs docents a la Universitat Harvard, a la Universitat de Califòrnia a Los Angeles, a la Universitat de Toronto, a la Universitat de Colúmbia, a l'Institut Federal de Tecnologia de Zúric i a la Universitat Yale, on encara imparteix classes des del 2017.
Tot i que sovint se'l coneix com un «starchitect», ha expressat repetidament el seu menyspreu pel terme, insistint que només és un arquitecte. Steve Sample, president de la Universitat del Sud de Califòrnia, digué a Gehry que «…Després de George Lucas, sou el nostre graduat més destacat».
El desembre de 2013, Gehry ha rebut més d'una dotzena de títols universitaris honorífics.
El febrer de 2017, MasterClass va anunciar un curs d'arquitectura en línia impartit per Gehry que es va publicar aquell juliol.

### Disseny d'exposicions
Gehry ha participat en dissenys d'exposicions al Museu d'Art del Comtat de Los Angeles que es remunten a la dècada de 1960. El 1965, Gehry dissenyà l'exposició «Art Treasures of Japan» al LACMA. Poc després feu el disseny de l'exposició «Assyrian Reliefs» el 1966 i la «Retrospectiva de Billy Al Bengston» el 1968. Aleshores, el LACMA feu que Gehry dissenyés la instal·lació per a l'exposició «Tresors of Tutankamon» el 1978, seguida de l'exposició «Avant-Garde in Russia 1910–1930» el 1980. L'any següent, Gehry dissenyà l'exposició «Seventeen Artists in the '60s» al LACMA, seguida poc després de la «German Expressionist Sculpture Exhibition» el 1983. El 1991–1992, Gehry dissenyà la instal·lació de l'exposició històrica «Degenerate Art: The Fate of the Avant-Garde in Nazi Germany», que s'inaugurà al Museu d'Art del Comtat de Los Angeles i viatjà a l'Institut d'Art de Chicago, la Smithsonian Institution a Washington, i l'Altes Museum de Berlín. A Gehry se li va demanar que dissenyés una exposició sobre l'obra d'Alexander Calderal Resnick Pavilion del Museu d'Art del Comtat de Los Angeles, novament convidat per la comissària del museu Stephanie Barron. L'exposició va començar el 24 de novembre de 2013 i es va mantenir fins al 27 de juliol de 2014.
A més de la seva llarga implicació amb el disseny d'exposicions al LACMA, Gehry també ha dissenyat nombroses instal·lacions expositives amb altres institucions. L'any 1998 s'inaugurà l'exposició «The Art of the Motorcycle» al Museu Solomon R. Guggenheim amb la instal·lació dissenyada per Gehry. Aquesta exposició va viatjar posteriorment al Museu Field d'Història Natural de Chicago, al Museu Guggenheim de Bilbao i al Guggenheim Las Vegas.
El 2014, fou el comissari una exposició de fotografia del seu íntim amic i empresari Peter Arnell que tingué lloc del 5 de març al 1r d'abril a la Milk Studios Gallery de Los Angeles.

### Disseny escènic
El 1983, Gehry va crear l'escenografia per a la dansa Available Light de Lucinda Childs, amb música de John Adams. Es va estrenar al Museu d'Art Contemporani de Los Angeles al «Temporary Contemporary», i posteriorment es va veure a la Brooklyn Academy of Music Opera House de Nova York i al Théâtre de la Ville de París. El conjunt constava de dos nivells inclinats entre si, amb un teló de fons de cadena. La peça fou recuperada l'any 2015, i es va representar, entre altres llocs, a Los Angeles i Filadèlfia, on fou presentada per FringeArts, que va encarregar el revival.
El 2012, Gehry dissenyà l'escenari per a la producció d'òpera de la Filharmònica de Los Angeles de Don Giovanni, interpretada al Walt Disney Concert Hall.
L'abril de 2014, Gehry dissenyà un conjunt per a una «exploració de la vida i la carrera de Pierre Boulez» per l'Orquestra Simfònica de Chicago, que es va interpretar el novembre d'aquell any.

### Altres dissenys

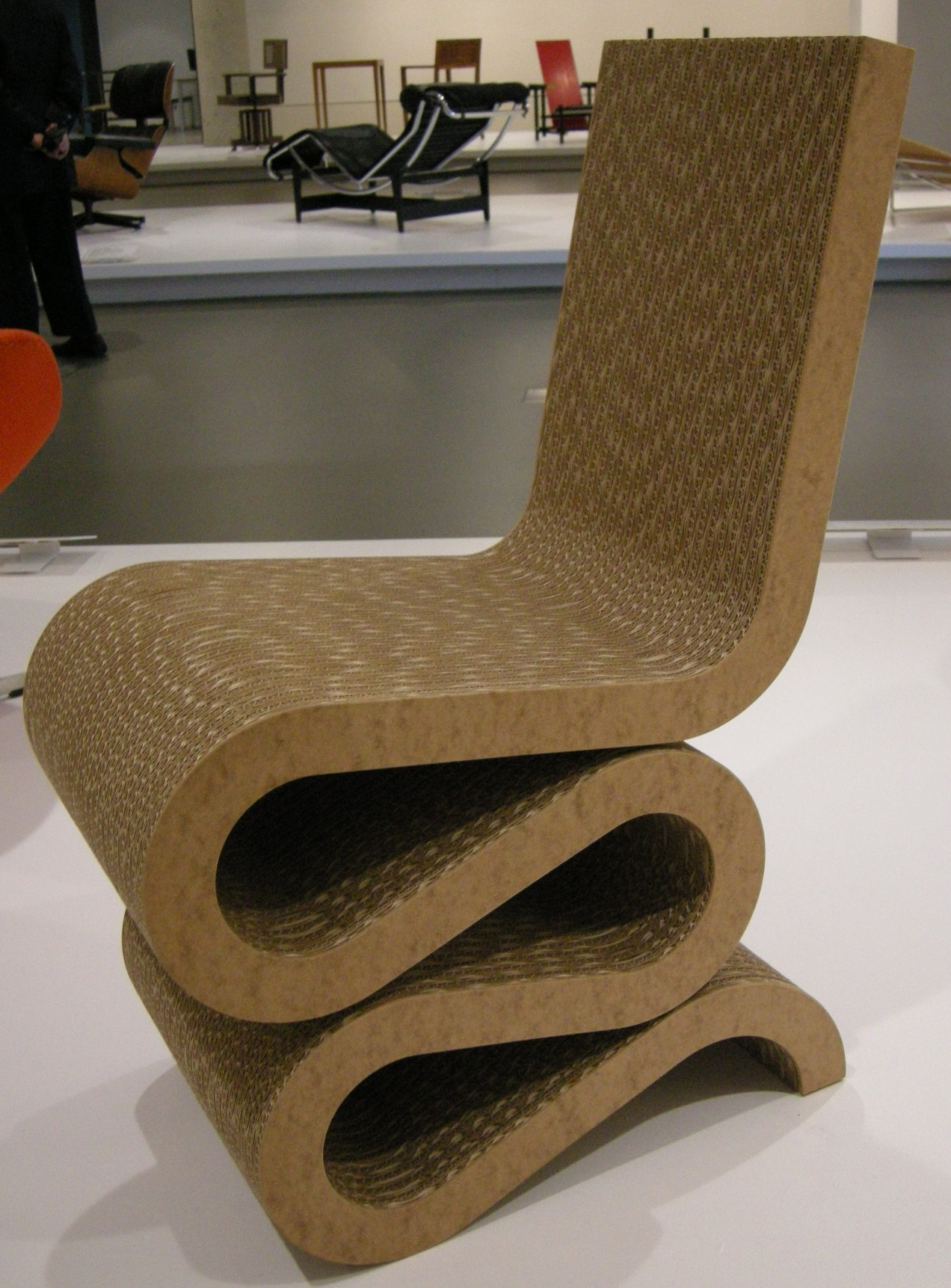
Cadira Wiggle

A més de l'arquitectura, Gehry ha fet una línia de mobles, joies per a Tiffany & Co., diversos articles per a la llar, escultures i fins i tot una ampolla de vidre per a Wyborowa Vodka. La seva primera línia de mobles, produïda entre 1969 i 1973, s'anomenà «Easy Edges» i estava fabricada amb cartó. Una altra línia de mobles llançada la primavera de 1992 fou «Bentwood Furniture» i cada peça portava el nom d'un terme d'hoquei diferent. Gehry s'inicià a la fabricació de mobles l'any 1954 mentre servia a l'exèrcit dels EUA, on dissenyà mobles per als soldats allistats.
En molts dels seus dissenys, Gehry s'inspira en els peixos. «Fou per casualitat que vaig immergir-me en la imatge del peix», afirmà Gehry. Una cosa que despertà el seu interès pels peixos fou el fet que els seus col·legues estaven recreant temples grecs. Digué: «Fa tres-cents milions d'anys l'home era un peix […] si has de tornar enrere i no estàs segur de poder tornar endavant […] torna enrere fa tres-cents milions d'anys. Per què us atureu als grecs? Així que vaig començar a dibuixar peixos al meu quadern de dibuixos i després vaig començar a adonar-me que hi havia alguna cosa.»
Com a resultat de la seva fascinació pels peixos, fabricà les primeres Fish Lamps («Làmpades peix») entre 1984 i 1986. Utilitzà armadures de filferro modelades en formes de peix, a les quals s'enganxen individualment fragments de plàstic laminat ColorCore. Des de la creació de la primera làmpada l'any 1984, el peix s'ha convertit en un motiu recurrent en l'obra de Gehry, sobretot a l'Escultura del Peix de la Vila Olímpica del Poblenou de Barcelona (1989–1992) i a Peix de vidre dret per al Jardí d'Escultures de Minneapolis (1986).
Gehry tornà a col·laborar amb l'empresa de joieria de luxe Tiffany & Co., creant sis col·leccions de joies diferents: les col·leccions Orchid, Fish, Torque, Equus, Axis i Fold. A més de les joies, Gehry dissenyà altres articles, com ara un joc d'escacs de col·leccionista i una sèrie d'articles de vaixella, com gerros, tasses i bols.
El 2004, Gehry dissenyà el trofeu oficial per a la Copa del Món d'Hoquei. Redissenyà el trofeu per al següent torneig el 2016. El mateix any també col·laborà amb el fabricant nord-americà de mobles Emeco en dissenys com la cadira «Superlight» del 2004.
El 2014, Gehry fou un dels sis «iconoclastes» seleccionats per la casa de moda francesa Louis Vuitton per dissenyar una peça utilitzant el seu icònic patró de monograma com a part de la seva campanya «Celebrating Monogram».
El 2015, Gehry dissenyà el seu primer iot i cinc anys més tard, el 2020, Gehry dissenyà una ampolla d'edició limitada de conyac Hennessy.

### Desenvolupament de software
L'empresa de Gehry és responsable de la innovació en programari arquitectònic. De la seva empresa, se'n va escindir una altra empresa anomenada Gehry Technologies, establerta el 2002. L'any 2005, Gehry Technologies s'associà amb Dassault Systèmes per portar innovacions del món aeroespacial i de la fabricació a AEC i va desenvolupar el programari Digital Project, així com el programari GTeam. El 2014, Gehry Technologies fou adquirida per l'empresa de programari Trimble Navigation. La seva llista de clients inclou Diller Scofidio + Renfro, Herzog & de Meuron, Jean Nouvel, Coop Himmelb(l)au i Zaha Hadid.

## Vida personal
El 1954, Gehry va canviar el seu cognom de Goldberg a Gehry, després que la seva dona Anita expressés la seva preocupació per l'antisemitisme. Així doncs, el canvià per un cognom que «sonés menys jueu».
Després d'haver crescut al Canadà, Gehry és un fan de l'hoquei sobre gel. Va començar una lliga d'hoquei, FOG (Frank Owen Gehry) a la seva oficina, tot i que ja no hi juga. El 2004, dissenyà el trofeu per a la Copa del Món d'Hoquei. Obtingué la ciutadania estatunidenca, tot i que també conserva la canadenca. Viu a Santa Mònica, Califòrnia.
Gehry és conegut per la seva personalitat de vegades irritable. Durant un viatge a Oviedo, Astúries per rebre el Premi Príncep d'Astúries l'octubre de 2014, va rebre una gran quantitat d'atenció, tant positiva com negativa, per haver rebutjatpúblicament un periodista en una conferència de premsa que l'acusava de ser un arquitecte «vistós».
Gehry és membre del California Yacht Club de Marina del Rey, i gaudeix navegant amb el seu iot, Foggy («ennuvolat»). També forma part del consell directiu de la The New York Stem Cell Foundation.

## En la cultura popular
El 2004, Gehry es posà veu a la sèrie de televisió infantil Arthur, on ajudà Arthur i els seus amics a dissenyar una nova casa en un arbre. També es posà veu en un episodi de 2005 de Els Simpson, «The Seven-Beer Snitch», on dissenya una sala de concerts per a la ciutat fictícia de Springfield. Des de llavors, ha dit que lamenta l'aparició, ja que incloïa una broma sobre la seva tècnica de disseny que ha portat a la gent a entendre malament el seu procés arquitectònic.
El 2006, el cineasta Sydney Pollack feu un documental sobre l'obra de Gehry, Sketches of Frank Gehry. El documental, que seguia Gehry durant cinc anys i feu un retrat positiu del seu personatge, tingué una bona acollida crítica.
El 2009, l'empresa de sandvitxos de gelat inspirada en l'arquitectura Coolhaus batejà una combinació de galeta i gelat amb el nom de Gehry. Anomenat el «Frank Behry», inclou gelat de maduixes i crema i galetes Snickerdoodle.

## Obres

### Exposicions
L'octubre de 2014 es va estrenar la primera gran exposició europea de l'obra de Gehry al Centre Pompidou de París. També ha fet exposicions a altres museus com la Galeria Leo Castelli el 1983; i el Walker Art Center el 1986, l'exposició del qual va viatjar després al Museu Harbourfront de Toronto, al Museu d'Art Contemporani de Houston, al High Museum of Art d'Atlanta, al LACMA i al Museu Whitney. Els museus amb exposicions sobre l'obra de Gehry també han inclòs el Museu d'Art de Filadèlfia, el Museu d'Art Modern de Nova York (1992), la Galeria Gagosian (1984, 1992 i 1993), el Museu Guggenheim de Nova York (2001) i el de Bilbao (2002), el Museu Jueu de Manhattan (2010), i la Triennal de Milà(primer el 1988, després el 2010 amb una exposició titulada «Frank Gehry from 1997»), i LACMA (2015).
Gehry participà en la instal·lació La Strada Novissima de la Biennal de Venècia de 1980. També contribuí a la Biennal de Venècia de 1985 amb la instal·lació i performance anomenada Il Corso del Coltello, en col·laboració amb Claes Oldenburg. Els seus projectes es presentaren a l'esdeveniment de 1996 i contribuïren a l'esdeveniment de 2008 amb la instal·lació Ungapatchket.
L'octubre de 2015, el 21 21 Design Sight celebrà l'exposició Frank Gehry a Tòquio. I Have An Idea, comissariada per l'arquitecte japonès Tsuyoshi Tane.
El 2021, la Galeria Gagosian de Beverly Hills va celebrar Spinning Tales («Contes giratoris»), una exposició de noves escultures de peixos de Gehry.

## Premis i guardons
- 1987: membre de l'Acadèmia Americana d'Arts i Lletres
- 1988: elegit al National Academy of Design
- 1989: Premi Pritzker d'Arquitectura
- 1992: Praemium Imperiale
- 1994: Premi Dorothy and Lillian Gish
- 1995: Premi Golden Plate de l'Acadèmia Americana d'èxits[115]
- 1998: Medalla Nacional de les Arts[116]
- 1998: Premi Medalla d'Or, Royal Architectural Institute of Canada
- 1999: Medalla d'Or de l'AIA, Institut Americà d'Arquitectes
- 2000: Cooper-Hewitt National Design Award Lifetime Achievement[117]
- 2002: Company of the Order of Canada[118]
- 2004: Premi Woodrow Wilson al Servei Públic
- 2006: Saló de la Fama de Califòrnia
- 2007: Premi Henry C. Turner per a la innovació en tecnologia de la construcció del National Building Museum (en nom de Gehry Partners i Gehry Technologies)
- 2009: Orde de Carlemany
- 2012: Premi de vint-i-cinc anys, Institut Americà d'Arquitectes
- 2014: Premi Príncep d'Astúries
- 2014: Comandant de l'Ordre National de la Légion d'honneur, França
- 2015: Medalla J. Paul Getty
- 2016: Medalla de les Arts de Harvard
- 2016: Premi Leonore i Walter Annenberg per a la Diplomàcia a través de les Arts, Fundació per a les Arts i la Preservació a les Ambaixades
- 2016: Medalla Presidencial de la Llibertat
- 2018: Medalla Neutra[119]
- 2019: Passeig de la Fama del Canadà
- 2020: Medalla Paez d'Art, Nova York (VAEA).[120]

Gehry fou elegit membre del College of Fellows de l'Institut Americà d'Arquitectes (AIA) el 1974, i ha rebut molts premis nacionals, regionals i locals de l'AIA. És membre sènior del Design Futures Council i forma part del comitè directiu del Premi Aga Khan d'Arquitectura.

### Doctorats honoris causa
- 1987: Institut de les Arts de Califòrnia
- 1987: Escola de Disseny de Rhode Island
- 1989: Otis College of Art and Design
- 1989: Universitat Tècnica de Nova Escòcia
- 1993: Col·legi Occidental
- 1995: Whittier College[121]
- 1996: Institut d'Arquitectura del Sud de Califòrnia
- 1998: Universitat de Toronto
- 2000: Universitat Harvard
- 2000: Universitat d'Edimburg
- 2000: Universitat del Sud de Califòrnia
- 2000: Universitat Yale
- 2002: City College de Nova York
- 2004: Escola de l'Institut d'Art de Chicago
- 2013: Universitat Case Western Reserve
- 2013: Universitat de Princeton
- 2014: Juilliard School
- 2015: Universitat de Tecnologia de Sydney
- 2017: Universitat d'Oxford